# 9. Oktober
Der 9. Oktober ist der 282. Tag des gregorianischen Kalenders (der 283. in Schaltjahren), somit bleiben 83 Tage bis zum Jahresende.

## Ereignisse

### Politik und Weltgeschehen

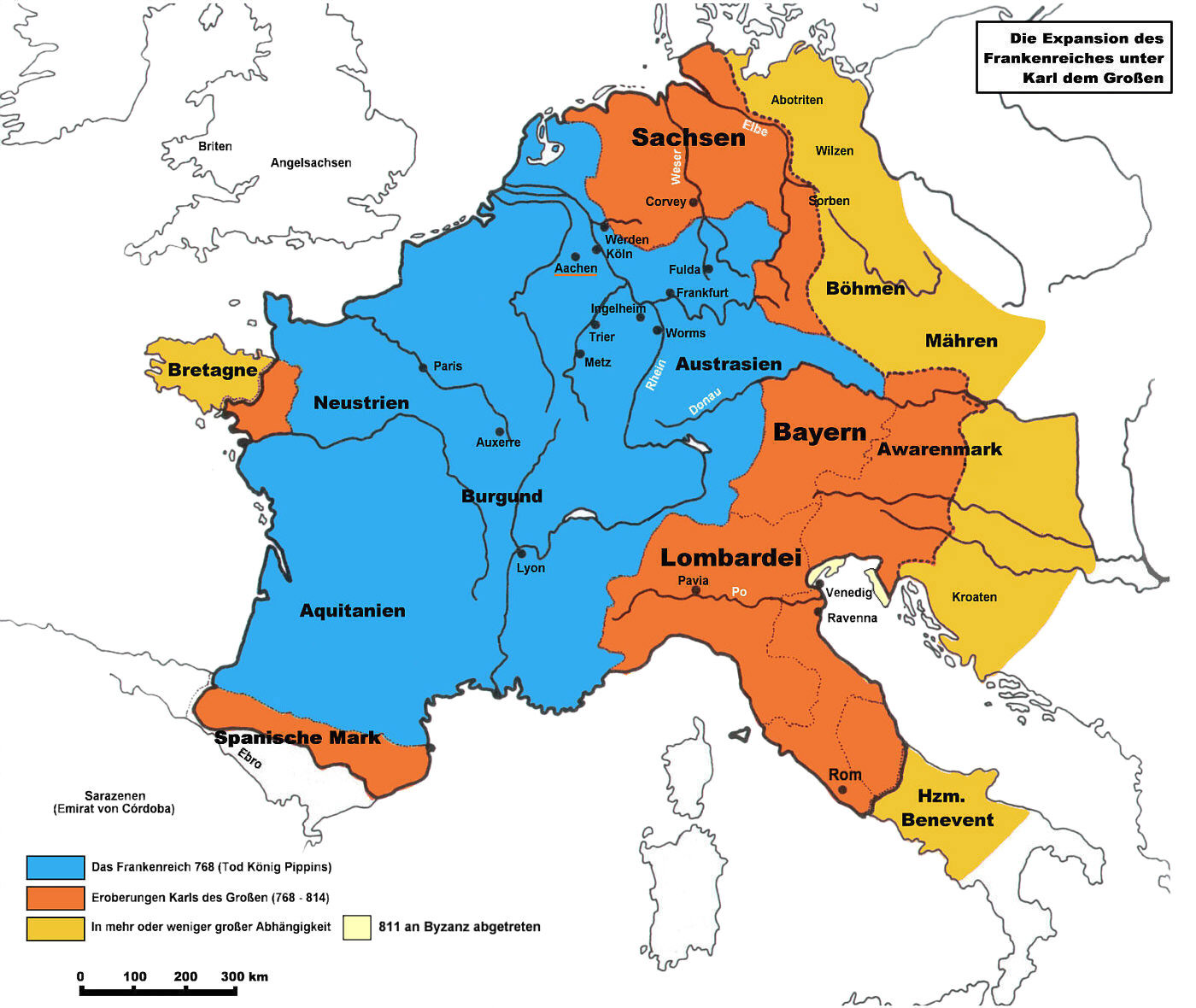
768: Fränkisches Reich (blau markiert)

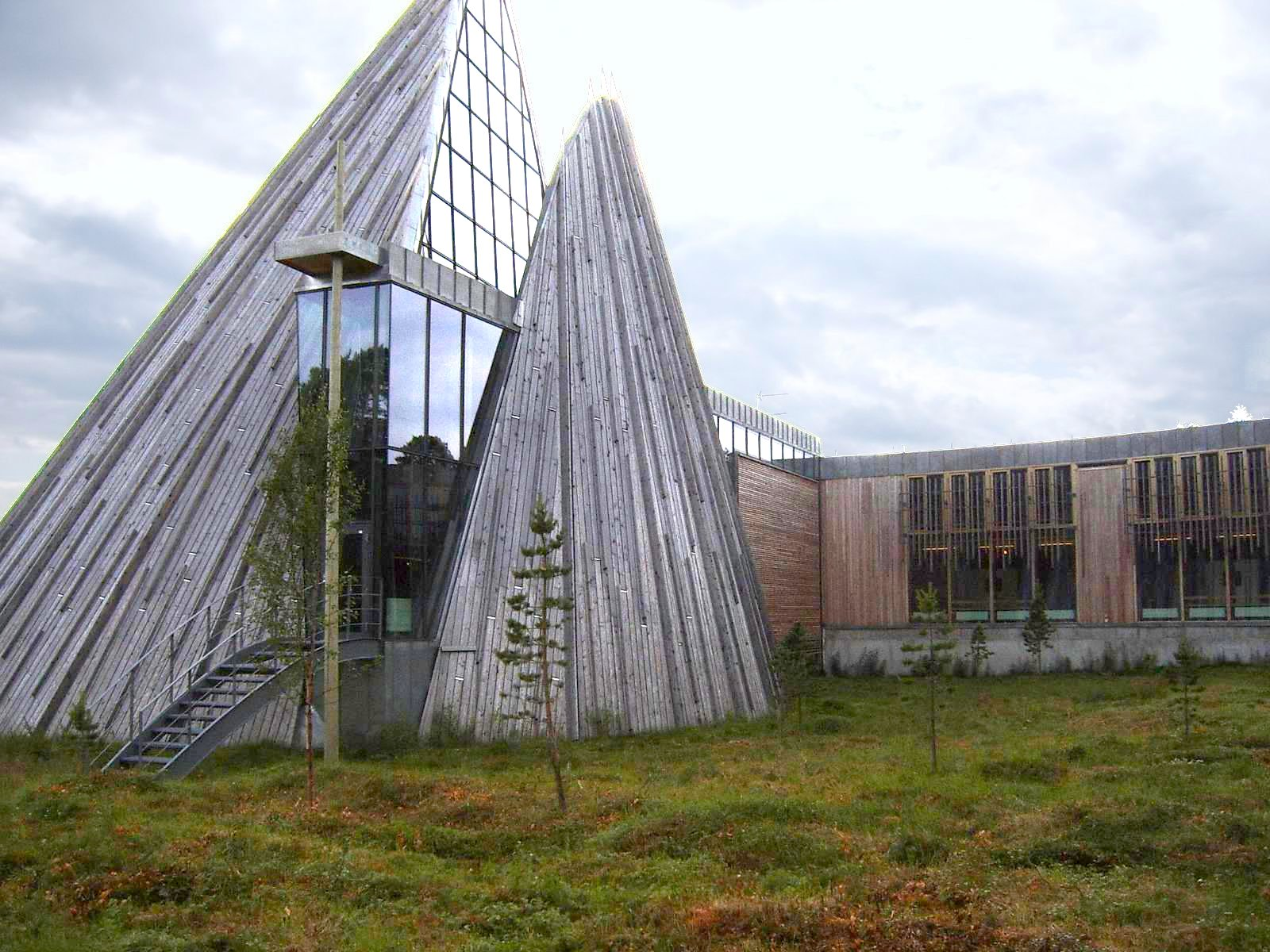
1989: Gebäude des norwegischen Sametings

- 0768: Nach dem Tod Pippins des Jüngeren wählt eine Versammlung dessen Söhne Karl und Karlmann zu Königen im Frankenreich. Karlmann regiert in der südöstlichen Reichshälfte, Karl beherrscht den anderen Teil.
- 1531: Die fünf katholischen inneren Orte (Luzern, Schwyz, Unterwalden, Uri und Zug) der Alten Eidgenossenschaft erklären Zürich als Folge des Zweiten Müsserkrieges den Krieg.
- 1598: Spanische Truppen beginnen mit der Belagerung des seit August 1597 durch Niederländer gehaltenen Rheinberg; die Eroberung der Festung ist Teil des „Spanischen Winters“ am Niederrhein.
- 1600: Während des Neunjährigen Krieges geben die englischen Truppen den verlustreichen Versuch auf, den von irischen Rebellen unter Aodh Mór Ó Néill, 2. Earl of Tyrone verteidigten Moyry Pass zu erobern.
- 1651: Das englische Parlament unter Oliver Cromwell beschließt die Navigationsakte, nach der Waren nur noch auf englischen Schiffen oder denen der Ursprungsländer nach England eingeführt werden dürfen. Die strikte Umsetzung der Akte führt wenige Jahre später zum Ausbruch des Ersten Englisch-Niederländischen Seekriegs.
- 1683: Nach anfänglichen Erfolgen des osmanischen Heeres in der dreitägigen Schlacht bei Párkány in der Zeit des Großen Türkenkrieges wendet sich das Blatt am Ende zugunsten der Truppen Karl von Lothringens und Johann III. Sobieskis.

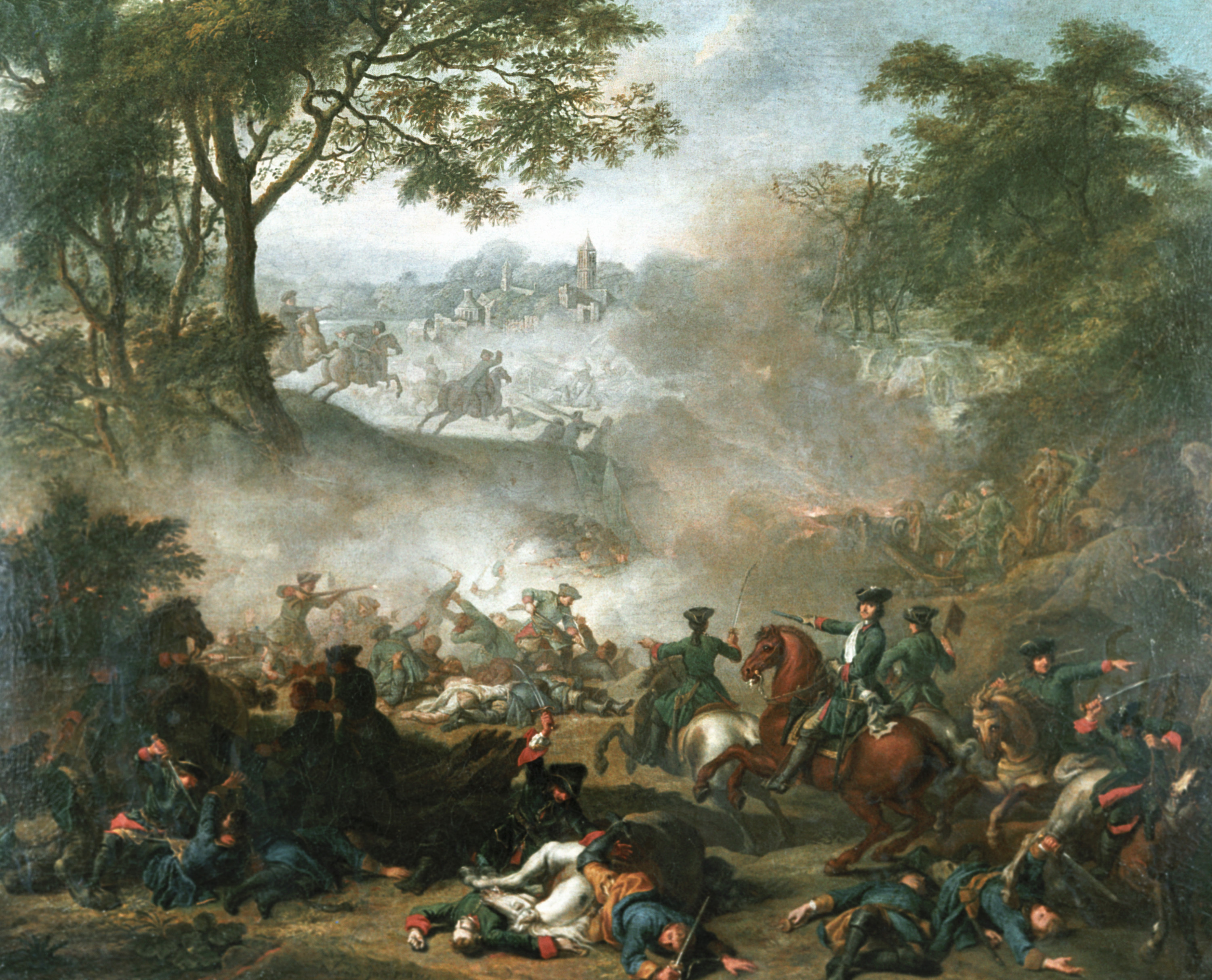
1708: Schlacht bei Lesnaja

- 1708: Der russische Zar Peter I. der Große besiegt die Schweden unter General Adam Ludwig Lewenhaupt in der Schlacht bei Lesnaja im Zuge des Großen Nordischen Krieges und schwächt damit die Armee Karls XII. entscheidend.
- 1760: Im Verlauf des Siebenjährigen Krieges besetzen und plündern russische und österreichische Truppen die preußische Hauptstadt Berlin.
- 1776: Die erste europäische Siedlung in San Francisco wird gegründet.
- 1806: Preußen erklärt Frankreich nach Ablauf eines Ultimatums den Krieg. Der Vierte Koalitionskrieg setzt ein.
- 1807: In Preußen wird die Leibeigenschaft der Bauern zum 11. November 1810 hin aufgehoben.
- 1818: Während des Aachener Kongresses wird mit Frankreich ein Vertrag geschlossen, der einen sofortigen Abzug der Besatzungstruppen beinhaltet und die Zahlung von Reparationen von 700 auf 265 Millionen Francs herabsetzt.

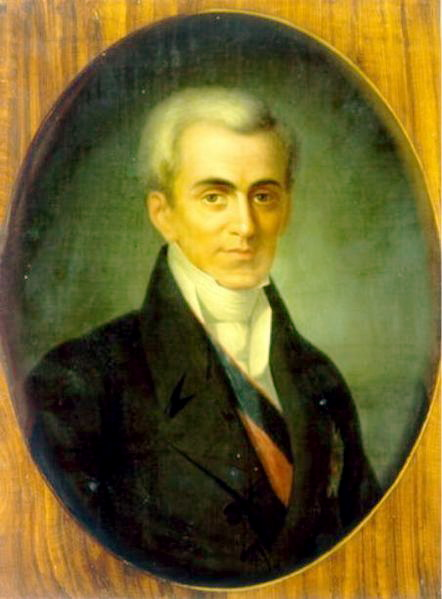
1831: Ioannis Kapodistrias

- 1831: Das erste griechische Staatsoberhaupt Ioannis Kapodistrias wird beim Kirchgang in Nauplia von zwei Attentätern erschossen.
- 1870: Mit der Ankunft der per Taubenpost versandten Mitteilungen im belagerten Paris entsteht während des Deutsch-Französischen Krieges die Pariser Ballonpost.
- 1895: Während des Italienisch-Äthiopischen Krieges besiegen italienische Kolonialtruppen tigrinische Truppen in der Schlacht von Debra Ailà
- 1918: Unter Ausschluss der Sozialdemokraten wählt das finnische Parlament den deutschen Prinzen Friedrich Karl von Hessen zum König.
- 1934: Bei einem von der Inneren Mazedonischen Revolutionären Organisation (VMRO) geplanten und von der kroatischen rechtsradikalen Ustascha unterstützten Attentat auf den jugoslawischen König Alexander I. werden dieser und der französische Außenminister Louis Barthou bei einem Staatsbesuch in Marseille durch „Vlada den Chauffeur“ getötet. Die Identität des Attentäters bleibt ungeklärt.
- 1943: Beim schwersten Luftangriff auf Hannover während des Zweiten Weltkriegs werfen 540 Flugzeuge der Royal Air Force insgesamt rund 260.000 Brand- und 3000 Sprengbomben ab und zerstören weite Teile des Stadtzentrums und der Südstadt. 1245 Menschen sterben, rund eine Viertelmillion Einwohner wird obdachlos.
- 1945: Der argentinische Staatssekretär im Kriegsministerium Juan Perón wird von Gegnern innerhalb des Militärs zum Rücktritt gezwungen und wenig später verhaftet.
- 1949: Die ÖVP wird bei der Nationalratswahl in Österreich mit Bundeskanzler Figl stimmenstärkste Partei.
- 1949: Mit einem Waffenstillstand zwischen der konservativen griechischen Regierung und der aus der ELAS hervorgegangenen linken Demokratischen Armee Griechenlands (DSE) endet der Griechische Bürgerkrieg.
- 1950: Der deutsche Bundesinnenminister Gustav Heinemann tritt wegen des Bestrebens von Kanzler Konrad Adenauer nach Wiederbewaffnung zurück.
- 1953: Im Aufnahmelager Friedland in Niedersachsen trifft zum ersten Mal nach drei Jahren wieder eine größere Anzahl Spätheimkehrer aus der Sowjetunion ein.
- 1962: Uganda wird von Großbritannien unabhängig. Milton Obote wird erster Premierminister.
- 1967: Nach seiner Gefangennahme am Vortag wird der marxistische Revolutionär Che Guevara in einem Schulhaus im bolivianischen La Higuera erschossen. Noch am selben Tag wird seine Leiche in einem Waschhaus eines Hospitals in Vallegrande aufgebahrt und der Presse präsentiert, wobei Freddy Albortas bekannte Fotografie entsteht.
- 1969: Wegen der Demonstrationen gegen den Prozess der Chicago Seven im Zuge der Protestwelle gegen den Vietnamkrieg greift die Nationalgarde ein.
- 1970: Kambodscha wird zur Republik erklärt. Damit endet die fast tausendjährige Monarchie in Kambodscha.
- 1989: In Leipzig findet die erste große Montagsdemonstration mit ca. 70.000 Teilnehmern und damit die zweite (nach der Plauener Demonstration am 7. Oktober) von Massen getragene Protestveranstaltung in der DDR seit 1953 statt. Es kommt nicht zu den befürchteten bewaffneten Gegenmaßnahmen; damit ist die Wende und friedliche Revolution eingeleitet.

- 1989: König Olav V. eröffnet in Karasjok die erste Sitzung des norwegischen Sameting, einer parlamentarischen Vertretung der Samen.
- 1994: Bei der Nationalratswahl in Österreich bleibt die SPÖ unter Bundeskanzler Franz Vranitzky zwar stimmenstärkste Partei, sinkt jedoch erstmals seit der Nationalratswahl 1949 unter die 40-Prozent-Marke. Die ÖVP unter Erhard Busek erleidet ebenfalls Verluste und sinkt unter 30 Prozent der Stimmen. Die FPÖ unter Jörg Haider setzt ihren Höhenflug fort und überspringt erstmals die 20-Prozent-Marke. Mit den Grünen und dem Liberalen Forum (LIF) werden erstmals in der Geschichte Österreichs fünf Parteien in den Nationalrat gewählt.
- 2004: Bei den ersten freien Präsidentenwahlen in Afghanistan geht Hamid Karzai als Sieger hervor.
- 2005: Bei der Landtagswahl im Burgenland sind erstmals auch 16- und 17-Jährige wahlberechtigt. Bei der Wahl verteidigt die SPÖ ihre absolute Mehrheit im Landtag.
- 2006: Nordkorea zündet erfolgreich seine erste Atombombe.

### Wirtschaft
- 1806: In der Schweiz wird in Brig nach mehrjähriger Bauzeit die neue Straße über den Simplonpass eröffnet. Den Anstoß lieferte Napoleon Bonaparte, der bessere Alpenübergänge für seine Truppen wünscht.
- 1841: Das erste Dampfschiff in Südamerika, benannt nach dem Río Guayas, nimmt an der Westküste des Kontinents seinen Betrieb auf. Der Konstrukteur Vicente Rocafuerte war bis 1839 Staatspräsident Ecuadors. Das Schiff ist im Wappen des Landes verewigt.
- 1874: In Bern unterzeichnen Vertreter von 22 Staaten den Allgemeinen Postvereinsvertrag.

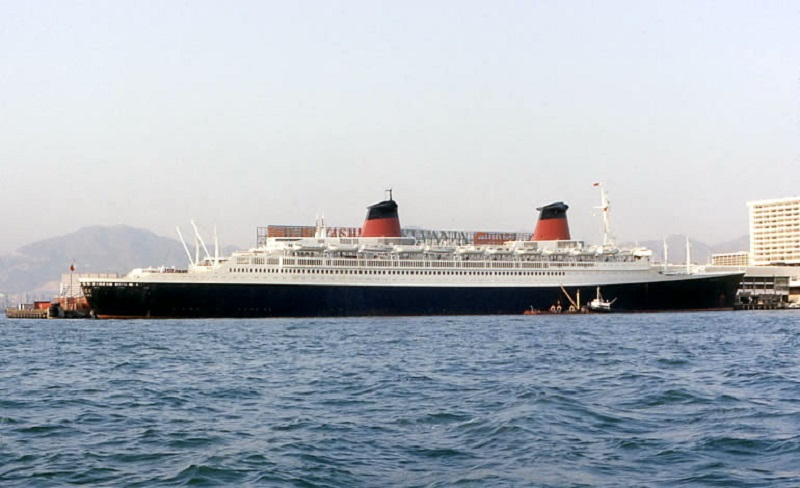
1974: Die France

- 1974: Nachdem die französische Regierung der Reederei die Subventionen gestrichen hatte, stellt die Compagnie Générale Transatlantique das längste Passagierschiff der Welt, die France, außer Dienst.
- 1986: In den USA geht FOX auf Sendung, das sich als viertes landesweites Fernseh-Network etablieren will.
- 2002: Nach dem Platzen der Dotcom-Blase erreicht der Aktienindex S&P 500, der 500 der größten US-amerikanischen Unternehmen umfasst, seinen absoluten Tiefstand bei 776,76 Punkten.
- 2006: Google übernimmt für 1,65 Mrd. US-Dollar die Firma YouTube. Der Betrieb soll mit den Gründern Chad Hurley und Steve Chen die Geschäfte jedoch vorerst unabhängig weiterführen.
- 2008: Als Folge der Weltfinanzkrise verstaatlicht Island die größte isländische Bank Kaupthing wegen Finanznot auf Grund der Schwäche der isländischen Krone.

### Wissenschaft und Technik

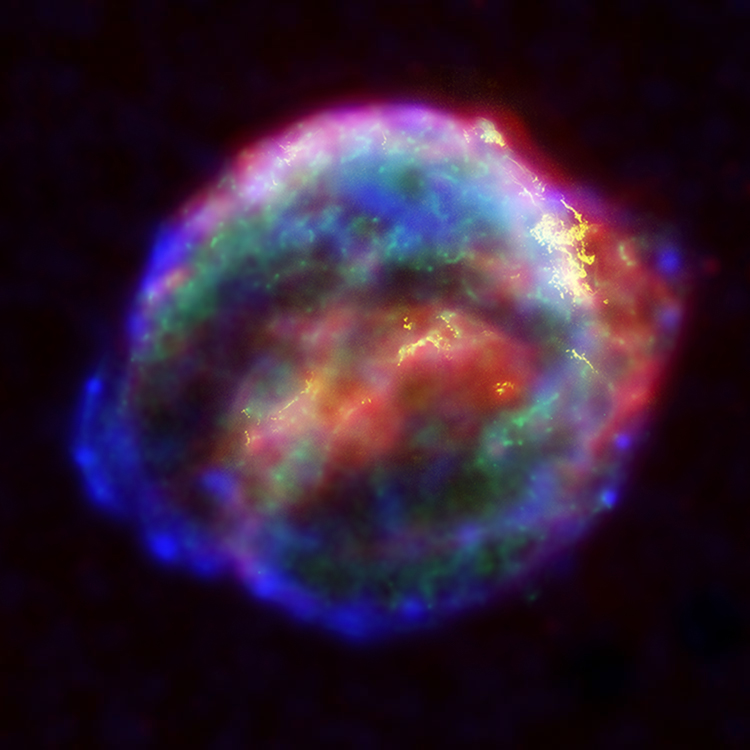
1604: Die Supernova (erstellt 2000)

- 1604: Im Sternbild Schlangenträger wird die Supernova 1604 erstmals nachweislich beobachtet.
- 1701: Die englische Kolonie Connecticut beschließt eine Collegiate School zu errichten, aus welcher sich die Yale University entwickelt.
- 1817: Die Universität Gent wird feierlich eröffnet.
- 1890: Clément Aders Eindecker Éole fliegt etwa 50 m weit, dann wird das Fluggerät beim Absturz zerstört.
- 2001: Die Suezkanal-Brücke über den Suezkanal wird vom ägyptischen Staatspräsidenten Husni Mubarak feierlich freigegeben.

### Kultur
- 1826: An der Académie Royale de Musique in Paris hat die Oper Le siège de Corinthe von Gioachino Rossini ihre Uraufführung. Die literarische Vorlage ist Maometto II, eine frühere erfolglose Oper des Komponisten. Das Stück, das den Zeitgeist der griechischen Unabhängigkeitsbewegung trifft, wird zu einem großen Erfolg, der jahrelang anhält.

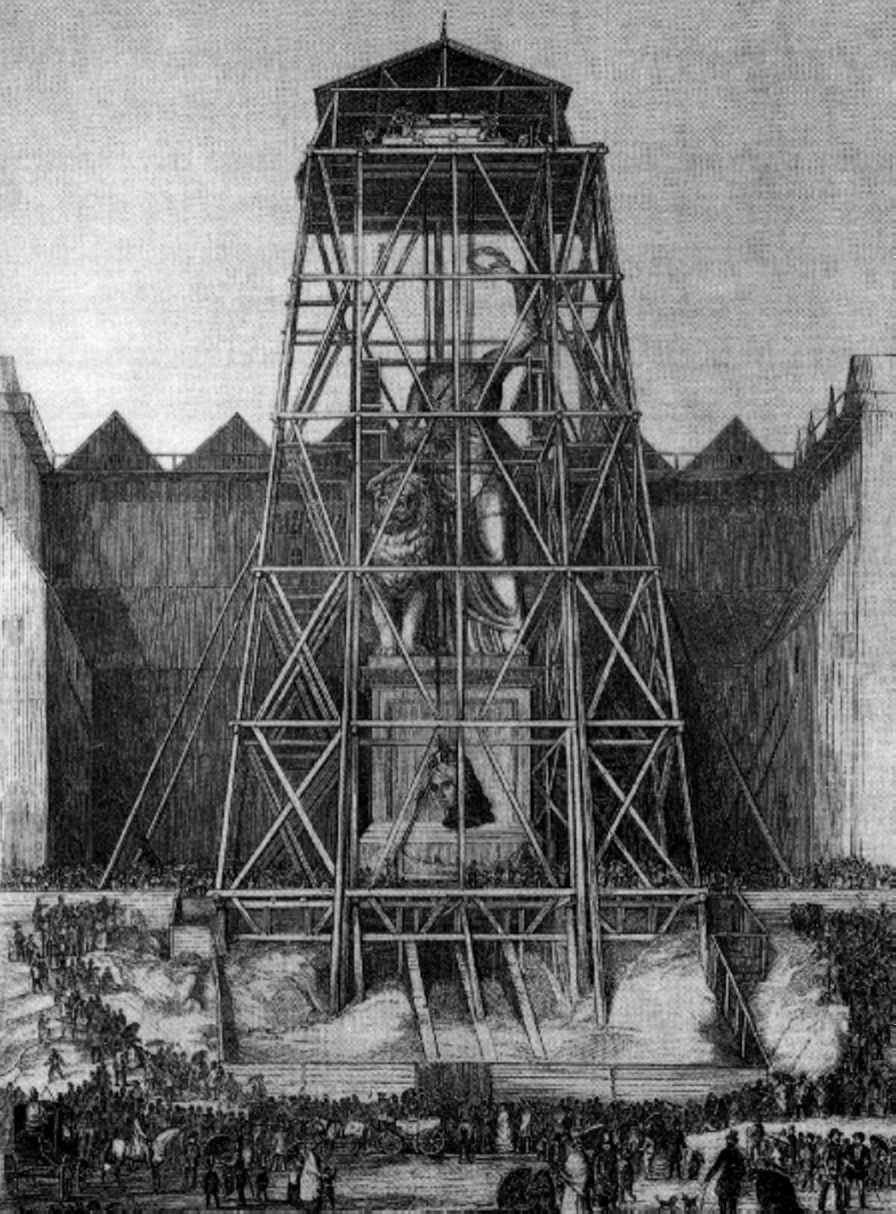
Endmontage der Statue 1850

- 1850: An der Theresienwiese in München wird die von Ludwig Schwanthaler gegossene Bavaria vor der in Bau befindlichen Ruhmeshalle feierlich enthüllt.
- 1888: Das von Robert Mills entworfene Washington Monument wird 33 Jahre nach dem Tod des Architekten für die Öffentlichkeit freigegeben.
- 1895: Am Wiener Burgtheater wird Arthur Schnitzlers Schauspiel Liebelei mit Schnitzlers Geliebter Adele Sandrock in der Rolle der Christine uraufgeführt.
- 1936: Unter dem Titel Auf der grünen Wiese wird an der Volksoper Wien die österreichische Fassung der tschechischen Operette Na tý louce zelený von Jara Beneš uraufgeführt.
- 1955: In Hamburg findet die erste öffentliche gemeinsame Ziehung von Lottozahlen in der Geschichte der Bundesrepublik Deutschland statt.
- 1964: Im ZDF läuft die erste Folge der Quizshow Vergißmeinnicht mit dem Conférencier Peter Frankenfeld. Die Rateshow um Postleitzahlen ist mit einer Benefizveranstaltung zu Gunsten der neu geschaffenen Aktion Sorgenkind verbunden.
- 1971: In Karl-Marx-Stadt wird das von Lew Kerbel geschaffene, über sieben Meter hohe Karl-Marx-Monument enthüllt.
- 1986: Das Musical The Phantom of the Opera von Andrew Lloyd Webber nach dem gleichnamigen Roman von Gaston Leroux wird am Londoner Her Majesty’s Theatre uraufgeführt.

### Gesellschaft
- 1514: In Abbeville heiraten der 52-jährige französische König Ludwig XII. und die 18-jährige Mary Tudor, die jüngste Tochter des englischen Königs Heinrich VII.
- 2003: In Togliatti wird der Chefredakteur Alexei Sidorow der unabhängigen russischen Wochenzeitung Toljattinskoje Obosrenije überfallen und ermordet. Das Blatt hat zuvor mehrmals über kriminelle Machenschaften in der Stadt berichtet.
- 2019: Der Rechtsextremist Stephan B. versucht in Halle (Saale) an Jom Kippur, dem höchsten jüdischen Feiertag, in die Synagoge im Paulusviertel einzudringen, um dort versammelte Personen zu töten. Als ihm dies nicht gelingt, erschießt er vor dem Gebäude eine Passantin und kurz darauf den Gast eines Döner-Imbisses.

### Religion
- 1209: Unter Meister Wolbero beginnen die Bauarbeiten für das Neusser Quirinusmünster
- 1524: Martin Luther gibt sein Dasein als Mönch der Augustinereremiten auf.
- 1980: Im andalusischen Pedro Abad wird der Grundstein für die Bascharat-Moschee gelegt. Nach über 500 Jahren entsteht damit in Spanien wieder ein islamischer Sakralbau.
- 2005: Kardinal Clemens August Graf von Galen wird seliggesprochen.

### Katastrophen

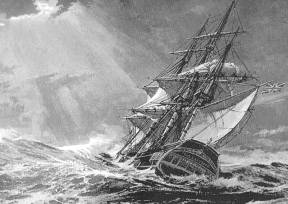
1799: Die HMS Lutine im Sturm

- 1799: Die britische Fregatte Lutine strandet während eines starken Nordweststurms auf einer Sandbank bei Terschelling. 240 Seeleute lassen beim Untergang ihr Leben, nur einer kann sich retten. Eine Fracht aus geladenem Gold und Silber im damaligen Wert von 1,2 Millionen Pfund versinkt im Meer.
- 1803: Auf Grund mehrtägiger Regenfälle kommt es auf Madeira zu schweren Überschwemmungen, bei denen rund 600 Menschen ums Leben kommen.
- 1913: Mitten im Nordatlantik brennt der britische Ozeandampfer Volturno wegen der weggeworfenen Zigarette eines Passagiers ab und geht unter, 136 Passagiere und Besatzungsmitglieder sterben. Durch drahtlose Telegrafie herbeigerufene Schiffe können über 400 Menschen retten und eine noch größere Katastrophe verhindern.
- 1963: Das Aufstauen des Stausees Vajont bei Longarone, Italien, führt dazu, dass das Wasser den Berg Toc zum Rutschen bringt. 260 Millionen Kubikmeter Dolomiten-Gestein stürzen in den Stausee. Eine riesige Flutwelle überschwemmt zwei Dörfer, die Staumauer und anschließend die Stadt Longarone, ca. 2000 Menschen sterben.

Kleinere Unglücksfälle sind in den Unterartikeln von Katastrophe und in der Liste von Katastrophen aufgeführt.

### Natur und Umwelt
- 2006: Apure, der älteste wissenschaftlich bekannte Amazonasdelfin der Welt, stirbt mit über vierzig Jahren im Duisburger Zoo.

### Sport
- 1829: Einer Bergsteigergruppe, die von Friedrich Parrot angeführt wird, gelingt die Erstbesteigung des Berges Ararat im Osten der Türkei.
- 2011: Sebastian Vettel wird zum zweiten Mal Formel-1-Weltmeister.
- 2021: Der per Wildcard gestartete European-League-Sieger SC Magdeburg hat durch ein 33:28 gegen den Champions-League-Sieger FC Barcelona erstmals in seiner Vereinsgeschichte den Super Globe, die Club-Weltmeisterschaft im Handball, gewonnen.

Einträge von Leichtathletik-Weltrekorden befinden sich unter der jeweiligen Disziplin unter Leichtathletik.

## Geboren

### Vor dem 18. Jahrhundert
- 1049: Seonjong, 13. König des koreanischen Goryeo-Reiches
- 1200: Isabel Marshal, englische Adelige
- 1201: Robert von Sorbon, französischer Theologe und Hofkaplan
- 1221: Salimbene von Parma, italienischer Franziskaner und Chronist

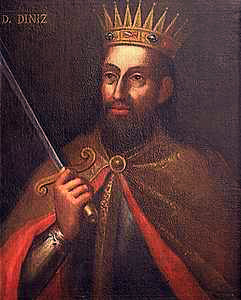
Dionysius von Portugal (* 1261)

- 1261: Dionysius, sechster König von Portugal aus dem Hause Burgund
- 1267: Alan la Zouche, 1. Baron la Zouche of Ashby, englischer Adeliger
- 1328: Peter I., König von Zypern
- 1417: Johann II. von Glymes, niederländischer Adeliger
- 1441: Ulrich Fugger, deutscher Kaufmann, Bankier
- 1475: Giovanni Piccolomini, Erzbischof von Siena
- 1513: Detmar Kenckel, Bremer Bürgermeister
- 1524: Ottavio Farnese, Herzog von Parma und Piacenza
- 1533: Heinrich V. von Plauen, Burggraf von Meißen und Herr von Plauen
- 1556: Kunigunde Jakobäa von der Pfalz, Gräfin von Nassau-Dillenburg
- 1557: Georg von Schoenaich, bedeutender deutscher Humanist und Förderer der Reformation
- 1571: Caspar Cunradi, deutscher Mediziner, Historiker und Lyriker

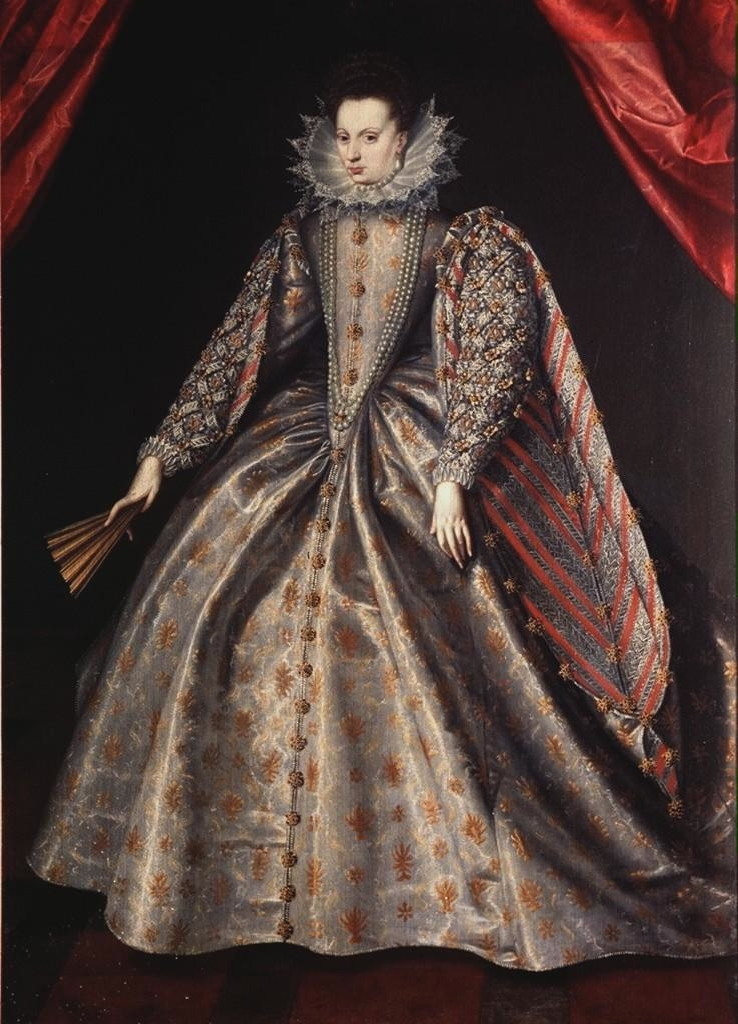
Elisabeth Renata von Lothringen (* 1574)

- 1574: Elisabeth Renata von Lothringen, Kurfürstin von Bayern
- 1586: Leopold V., Bischof von Passau und Straßburg, Regent von Tirol
- 1591: Bengt Bengtsson Oxenstierna, schwedischer Generalgouverneur von Ingermanland und Livland
- 1593: Nicolaes Tulp, niederländischer Chirurg und Anatom sowie Bürgermeister in Amsterdam
- 1625: Jacques-Henri de Durfort, duc de Duras, Marschall von Frankreich
- 1636: Dorothea Sophie von Schleswig-Holstein-Sonderburg-Glücksburg, Kurfürstin von Brandenburg
- 1666: Christian August von Sachsen-Zeitz, Erzbischof von Gran und Kaiserlicher Prinzipalkommissar
- 1669: Gisela Agnes von Rath, Fürstin und Regentin von Anhalt-Köthen
- 1693: Christian Hauschild, deutscher evangelischer Theologe

### 18. Jahrhundert
- 1701: Johann Samuel Agner, deutscher Geistlicher und Schriftsteller
- 1701: Tobias Schramm, deutscher Instrumenten- und Orgelbauer

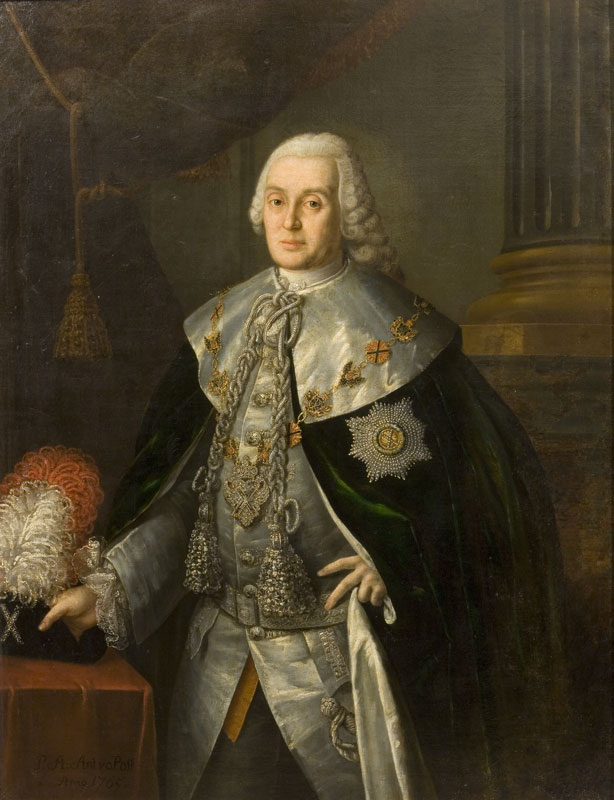
Wilhelm von Fermor (* 1702)

- 1702: Wilhelm von Fermor, russischer General aus einer ursprünglich schottisch-baltischen Familie
- 1713: Michail Nikititsch Wolkonski, russischer General und Gesandter
- 1726: Joseph Roos, deutscher Maler
- 1727: Étienne Charles de Loménie de Brienne, französischer Politiker und Kleriker
- 1735: Karl Wilhelm Ferdinand von Braunschweig, preußischer Feldmarschall
- 1743: Friedrich Ernst Jester, deutscher Forstmann und Autor
- 1748: Jakob Adam, österreichischer Kupferstecher
- 1748: Johann Moritz Heinrich Gericke, deutscher Gymnasiallehrer und Rektor
- 1755: Nonnosus Brand, deutscher Komponist, Organist und Musikpädagoge aus Bayern
- 1756: John Pitt, 2. Earl of Chatham, britischer Offizier und Politiker

Karl X. (* 1757)

- 1757: Karl X., französischer König, letzter Herrscher mit dem Titel „König von Frankreich und Navarra“
- 1766: Friedrich Dionys Weber, böhmischer Komponist und Musikpädagoge
- 1767: Theodor Gottfried Nicolai Angelo, dänischer Kupferstecher und Lehrer
- 1771: Friedrich Wilhelm, Herzog von Braunschweig-Wolfenbüttel
- 1772: Mary Tighe, irische Schriftstellerin
- 1777: Anton Joseph Emanuel Kraus, österreichischer Diplomat und Beamter
- 1781: José Dionisio de la Trinidad de Herrera y Díaz del Valle, Staatschef der Provinzen Honduras und Nicaragua innerhalb der Zentralamerikanischen Konföderation
- 1782: Lewis Cass, US-amerikanischer Offizier und Politiker, Gouverneur, Senator, Botschafter, Kriegs- und Außenminister der USA
- 1790: Carl Ludwig Heusler, deutscher Unternehmer und Bergbeamter
- 1791: Amalie Schoppe, deutsche Schriftstellerin
- 1797: Philippe Suchard, Schweizer Schokoladenproduzent
- 1798: Franz Xaver Rewitzer, deutscher Politiker, Teilnehmer an der Revolution von 1848/49
- 1800: Justinus de Jacobis, italienischer Missionsbischof in Abessinien

### 19. Jahrhundert

#### 1801–1850
- 1806: Anton von Stabel, badischer Staatsmann und Jurist
- 1808ː Benedikt Zuckermann, deutscher jüdischer Gelehrter und Lehrer für Mathematik und Astronomie
- 1821: William Alfred Passavant, US-amerikanischer lutherischer Geistlicher, Gründer der US-amerikanischen Diakonie

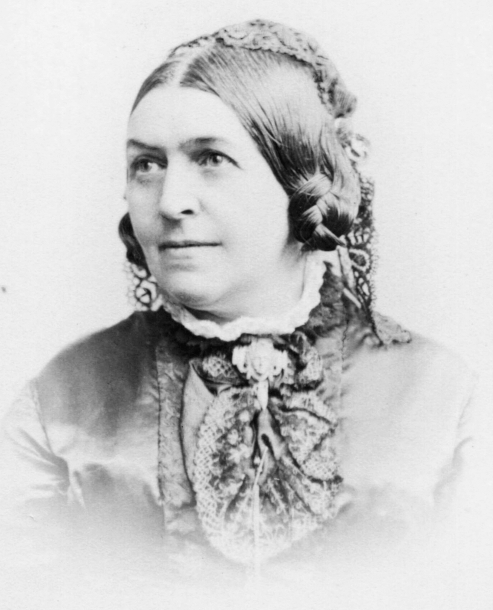
Clementine Helm (* 1825)

- 1825ː Clementine Helm, deutsche Lehrerin und Jugendbuchautorin
- 1827ː Susanna Benda, deutsche Schauspielerin
- 1828: Ferdinand Piloty, deutscher Maler
- 1833: Eugen Langen, deutscher Unternehmer, Ingenieur und Erfinder
- 1835: Camille Saint-Saëns, französischer Pianist, Organist, Musikwissenschaftler, Musikpädagoge und Komponist der Romantik
- 1836: Oskar Merkel, deutscher Industrieller
- 1837: William Livingston Alden, US-amerikanischer Schriftsteller
- 1844: Eugène de Dietrich, Elsässer Industrieller und Mitglied des Deutschen Reichstages
- 1844: Josef Anton Glutz, Schweizer Unternehmer und Politiker
- 1845: Ferdinand Arnodin, französischer Ingenieur und Industrieller
- 1845: Erwin Rohde, deutscher Altphilologe
- 1846: Holger Drachmann, dänischer Maler und Dichter
- 1846: Julius Maggi, Schweizer Unternehmer und Erfinder (Maggi-Würze), Pionier der industriellen Lebensmittelproduktion

#### 1851–1900
- 1852: Heinrich Leonhard Adolphi, deutsch-baltischer Pastor, Schachspieler, evangelischer Märtyrer
- 1852: Emil Fischer, deutscher Chemiker, Nobelpreisträger, gilt als Begründer der klassischen organischen Chemie

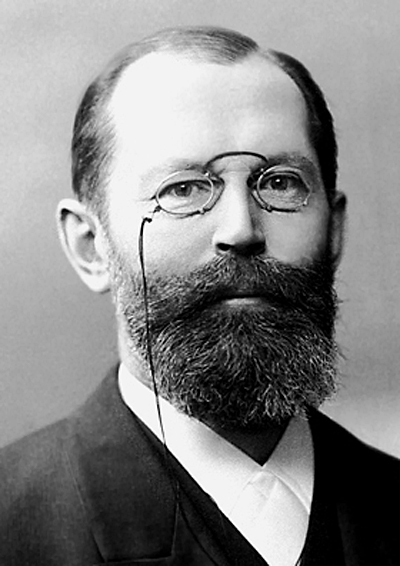
Hermann Emil Fischer (* 1852)

- 1854: Myron T. Herrick, US-amerikanischer Politiker, Gouverneur von Ohio
- 1858: Theodor Althoff, deutscher Kaufmann, Textil-Einzelhändler und Warenhaus-Unternehmer
- 1858: Anna Maria Petersen, deutsche Malerin
- 1859: Alfred Dreyfus, französischer Offizier
- 1860: Karl Elsener, Schweizer Messerschmied, Unternehmer und Politiker
- 1863: Emil Eichhorn, deutscher Elektromonteur und Politiker sowie Polizeipräsident von Berlin
- 1863: Alexander Iljitsch Siloti, russischer Pianist, Komponist und Dirigent
- 1866: Francisco Bertrand, Präsident von Honduras
- 1873: Karl Schwarzschild, deutscher Astronom und Physiker
- 1874: Nicholas Roerich, russischer Maler, Schriftsteller, Archäologe, Wissenschaftler, Reisender und Philosoph
- 1876: Rose Austerlitz, deutsche Schriftstellerin und Redakteurin
- 1876ː Gertrud Kantorowicz, deutsche Kunsthistorikerin und Lyrikerin, Opfer des Holocaust

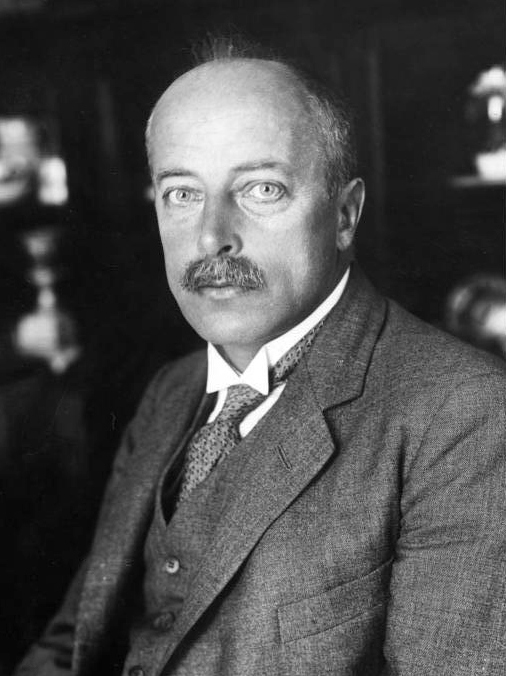
Max von Laue (* 1879)

- 1879: Max von Laue, deutscher Physiker und Nobelpreisträger
- 1880: Arthur Arzt, deutscher Politiker
- 1880: Elizabeth Ruth Bennett, US-amerikanische Mathematikerin
- 1881: Victor Klemperer, deutscher Schriftsteller und Literaturwissenschaftler
- 1882: Hermann Abendroth, deutscher Kabarettist, Entertainer und Komponist
- 1884: Helene Deutsch, österreichisch-US-amerikanische Psychoanalytikerin
- 1887: Anna Dräger-Mühlenpfordt, deutsche Malerin
- 1887: Manuel Ortiz de Zárate, chilenischer Maler

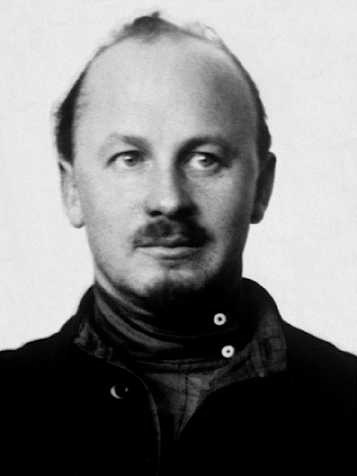
Nikolai Bucharin (* 1888)

- 1888: Nikolai Iwanowitsch Bucharin, sowjetischer Politiker, Ökonom, marxistischer Theoretiker und Philosoph
- 1888: Josesito García Vila, dominikanischer Pianist und Komponist
- 1889: Richard St. Barbe Baker, britischer Forstwissenschaftler, Umweltaktivist und Autor
- 1890: Jānis Mediņš, lettischer Komponist
- 1891: Kurt von Tippelskirch, deutscher General und Militärhistoriker
- 1892: Ivo Andrić, jugoslawischer Schriftsteller, Diplomat, Politiker und Literaturnobelpreisträger
- 1892: Maximilian Attems-Heiligenkreuz, österreichischer Botschafter, Volkswirtschaftler und Schriftsteller
- 1892: Johannes Theodor Baargeld, deutscher Maler, Grafiker, Autor und Publizist des Dadaismus
- 1892: Renatus Ziggiotti, italienischer Generaloberer der Salesianer Don Boscos

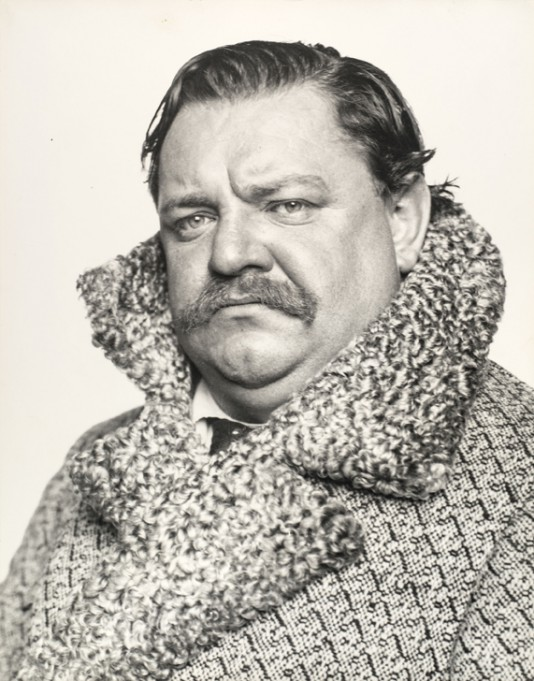
Heinrich George (* 1893)

- 1893: Heinrich George, deutscher Schauspieler
- 1893: Mário de Andrade, brasilianischer Schriftsteller
- 1894: Agnes von Krusenstjerna, schwedische Autorin
- 1894: Nicola Moscardelli, italienischer Schriftsteller, Journalist und Literaturkritiker
- 1895: Carl McKinley, US-amerikanischer Komponist
- 1896: Robert Armbruster, US-amerikanischer Komponist, Dirigent und Arrangeur
- 1896: Joseph Paul, französischer Autorennfahrer
- 1897: Osaragi Jirō, japanischer Schriftsteller
- 1898: Heinrich Behnke, deutscher Mathematiker
- 1900: Julio Alles, argentinischer Ruderer
- 1900: Elmer Snowden, US-amerikanischer Banjospieler, Bandleader und Musikunternehmer

### 20. Jahrhundert

#### 1901–1925
- 1901: Jack Dunfee, britischer Autorennfahrer
- 1902: Cecil Masters, britischer Autorennfahrer
- 1903: Elsa Arnold, deutsche Widerstandskämpferin
- 1906: Tex Irvin, US-amerikanischer American-Football-Spieler
- 1906: Jānis Ivanovs, lettischer Komponist
- 1906: Sayyid Qutb, ägyptischer Journalist und Theoretiker der ägyptischen Muslimbruderschaft
- 1906: Léopold Sédar Senghor, senegalesischer Politiker, erster Staatspräsident
- 1906: Wolfgang Staudte, deutscher Filmregisseur
- 1907: Manson Benedict, US-amerikanischer Chemiker und Kerntechniker
- 1907: Jacques Tati, französischer Drehbuchautor, Schauspieler und Regisseur
- 1907: Horst Wessel, deutscher SA-Sturmführer, stilisierter Märtyrer der Nationalsozialisten, Verfasser des Horst-Wessel-Liedes

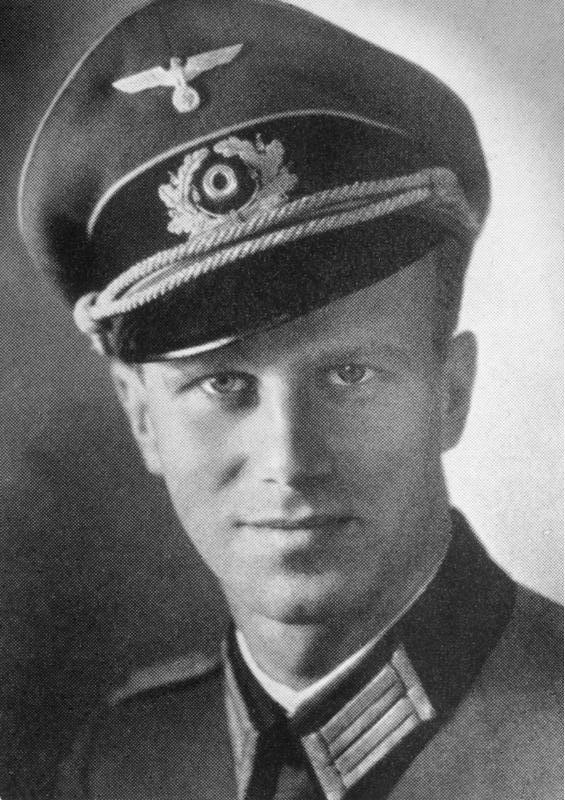
Werner von Haeften (* 1908)

- 1908: Werner von Haeften, deutscher Jurist, Widerstandskämpfer des 20. Juli 1944
- 1909: Martin Flörchinger, deutscher Schauspieler
- 1909: Lilja Kedrowa, russische Schauspielerin
- 1910: Eckart Hachfeld, deutscher Schriftsteller, Texter und Drehbuchautor
- 1912: Friedrich Beermann, deutscher General und Politiker, MdB
- 1912: Konrad Siebach, deutscher Kontrabassist und Kontrabass-Lehrer
- 1913: Waldemar Schütz, deutscher Verleger und Herausgeber
- 1914: Edward Andrews, US-amerikanischer Schauspieler
- 1915: Peter Escher, Schweizer Komponist
- 1915: Henner Henkel, deutscher Tennisspieler
- 1915: Clifford M. Hardin, US-amerikanischer Agrarwissenschaftler und Politiker, Minister
- 1918: E. Howard Hunt, US-amerikanischer Geheimdienstmitarbeiter und Schriftsteller, verurteilt nach dem Watergate Skandal
- 1918: Liselotte von Rantzau-Essberger, deutsche Reederin

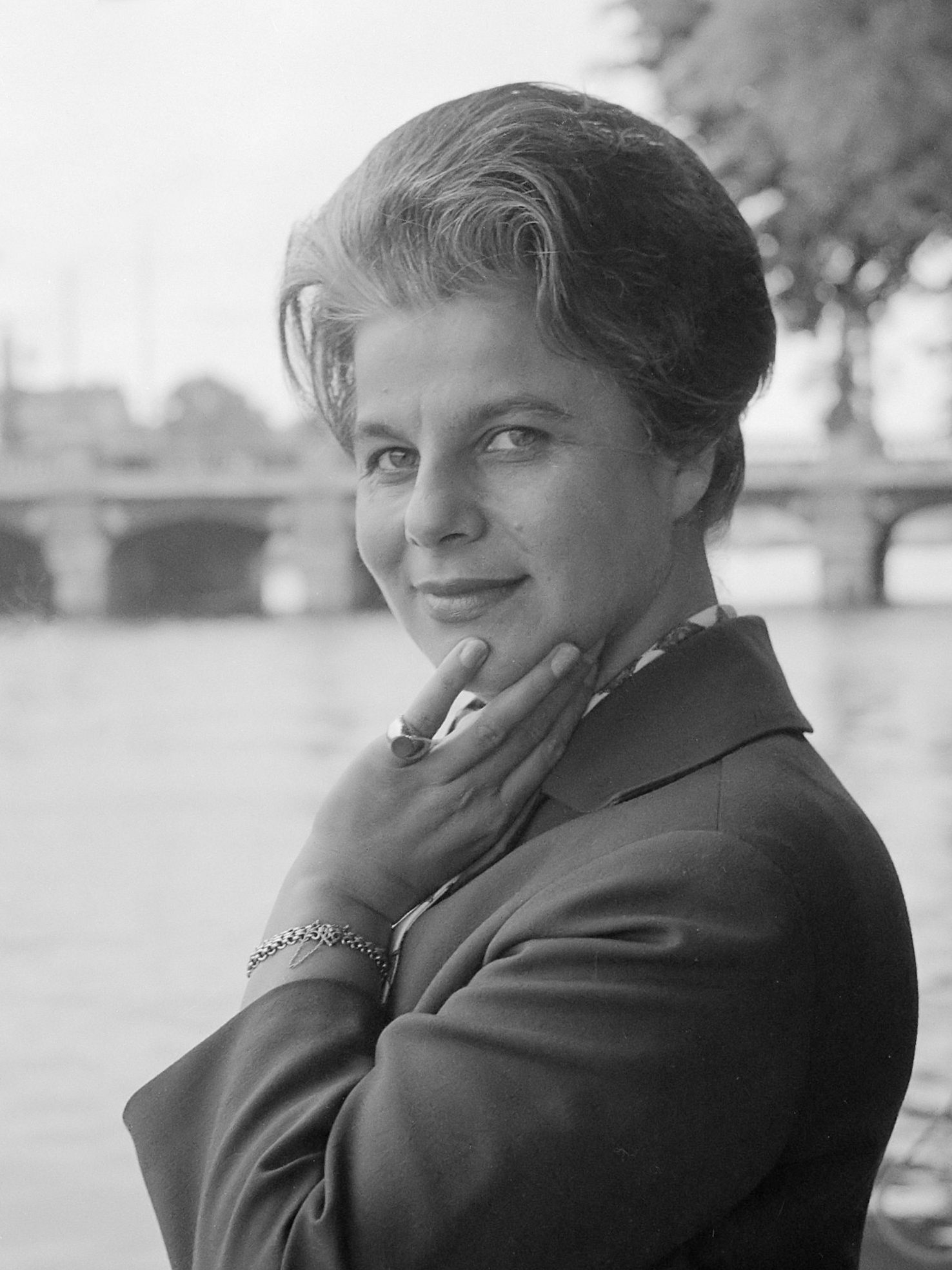
Irmgard Seefried (* 1919)

- 1919: Irmgard Seefried, deutsche Sopranistin
- 1919: Rezső Sugár, ungarischer Komponist
- 1920: Yusef Lateef, US-amerikanischer Jazzmusiker
- 1921: Adrienne Clostre, französische Komponistin
- 1921: María Luisa Landín, mexikanische Sängerin
- 1921: Tadeusz Różewicz, polnischer Schriftsteller
- 1921: Georg Schreiber, deutscher Mediziner und Medizinjournalist
- 1922: Dieter Athenstedt, deutscher Fechter und Fechttrainer
- 1922: Olga Guillot, kubanische Sängerin
- 1923: Rupert Stöckl, deutscher Maler
- 1924: Carla Accardi, italienische Malerin
- 1924: Roger Arnold, australischer Radrennfahrer
- 1924: Eduardo André Muaca, angolanischer Geistlicher, Bischof von Malanje, Erzbischof von Luanda
- 1925: Robert Docking, US-amerikanischer Politiker, Gouverneur von Kansas
- 1925: Robert Finch, US-amerikanischer Jurist und Politiker, Minister
- 1925ː Barbara König, deutsche Schriftstellerin sowie Hörspiel- und Drehbuchautorin

#### 1926–1950
- 1926: Danièle Delorme, französische Schauspielerin und Filmproduzentin
- 1926: Walter Neuhäusser, deutscher Architekt
- 1926: Al Rollins, kanadischer Eishockeytorwart und -trainer
- 1926: Shi Jiuyong, chinesischer Jurist
- 1926: Achim Strietzel, deutscher Schauspieler und Kabarettist
- 1928: Hermann W. von der Dunk, niederländischer Historiker
- 1928: Einojuhani Rautavaara, finnischer Komponist
- 1929: Vladimír Menšík, tschechoslowakischer Schauspieler
- 1931: Alfred Kolodniak, deutscher Politiker

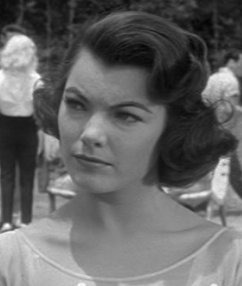
Judy Tyler (* 1932)

- 1932ː Judy Tyler, US-amerikanische Schauspielerin
- 1933: Joe Ashton, britischer Politiker
- 1933: Johann Auernhammer, deutscher Fußballspieler
- 1933: Frithjof Aurich, deutscher Physikochemiker
- 1933: Aloys Coppenrath, deutscher Kaufmann und Unternehmer
- 1933: Peter Mansfield, britischer Physiker, Nobelpreisträger
- 1934: Johnny Jay, US-amerikanischer Rockabilly-Musiker
- 1934ː Brigitte A. Rollett, österreichische Psychologin
- 1935: Edward, 2. Duke of Kent, britischer Adliger
- 1936ː Nicole Croisille, französische Sängerin und Schauspielerin
- 1936: Erhard Fappani, Schweizer Maler
- 1936: Agnieszka Osiecka, polnische Schriftstellerin
- 1936: Jan Voss, deutscher Maler
- 1937: Johann Brait, österreichischer Politiker
- 1937: Evžen Jegorov, tschechischer Schauspieler und Jazzmusiker
- 1937: David Prophet, britischer Autorennfahrer
- 1937: Peter Zbinden, Schweizer Autorennfahrer

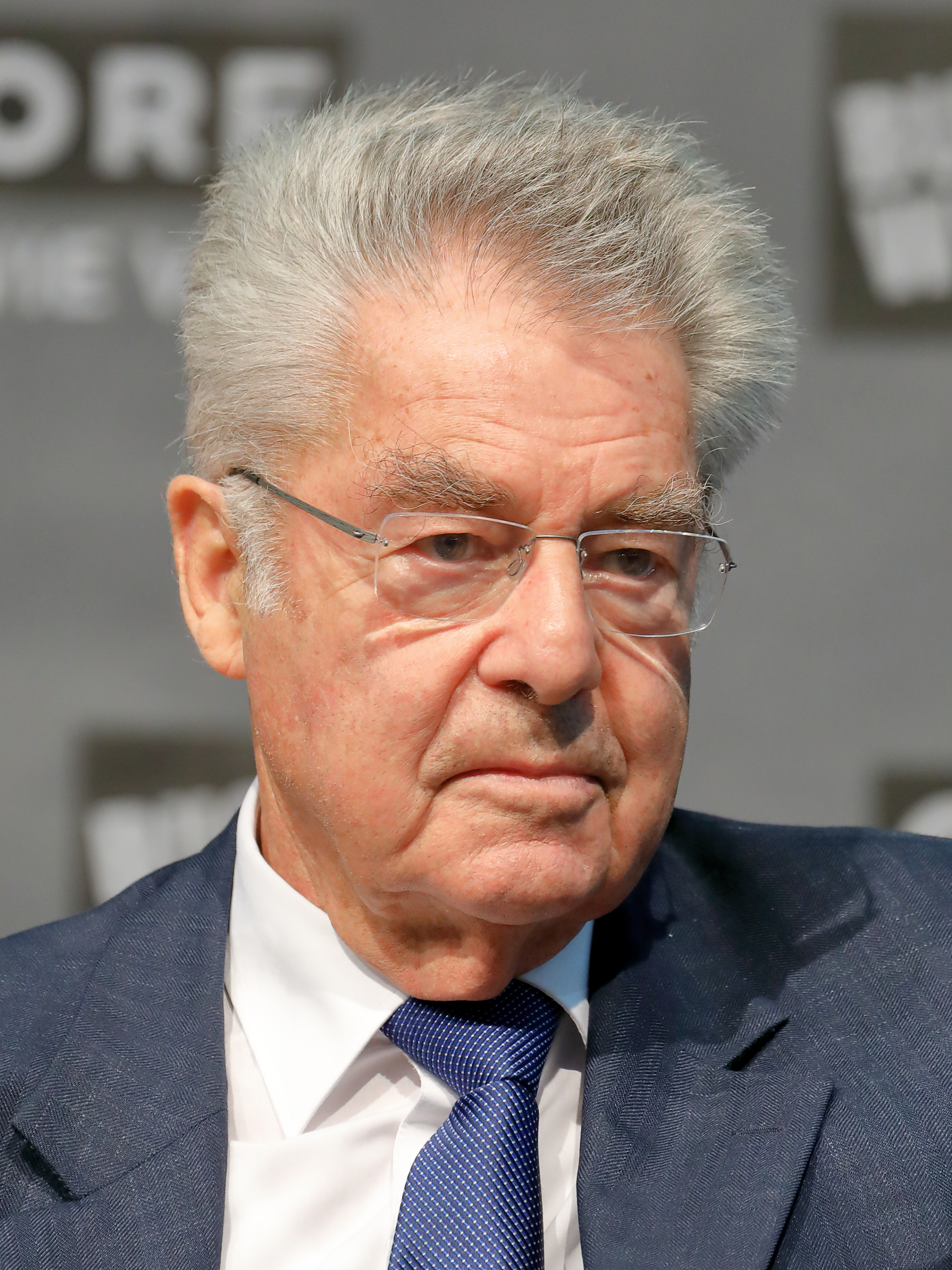
Heinz Fischer (* 1938)

- 1938: Heinz Fischer, österreichischer Politiker
- 1938: Gunter Kahlert, deutscher Dirigent und Musikpädagoge
- 1939: O. V. Wright, US-amerikanischer Gospel- und R&B-Sänger
- 1940: Hans Ulrich Humpert, deutscher Komponist und Hörspielmacher
- 1940: John Lennon, britischer Popsänger
- 1941: Giancarlo Bercellino, italienischer Fußballspieler
- 1941ː Krista Hauser, österreichische Journalistin, Autorin und Dokumentarfilmerin
- 1941: Chucho Valdés, kubanischer Pianist und Komponist des Latin und Modern Jazz
- 1942ː Anita Albus, deutsche Schriftstellerin und Illustratorin
- 1943ː Barbara Beuys, deutsche Schriftstellerin, Redakteurin, Historikerin und Journalistin
- 1943: Renato Cappellini, italienischer Fußballspieler
- 1944: Antonio Arias, chilenischer Fußballspieler
- 1944: John Entwistle, britischer Rockmusiker

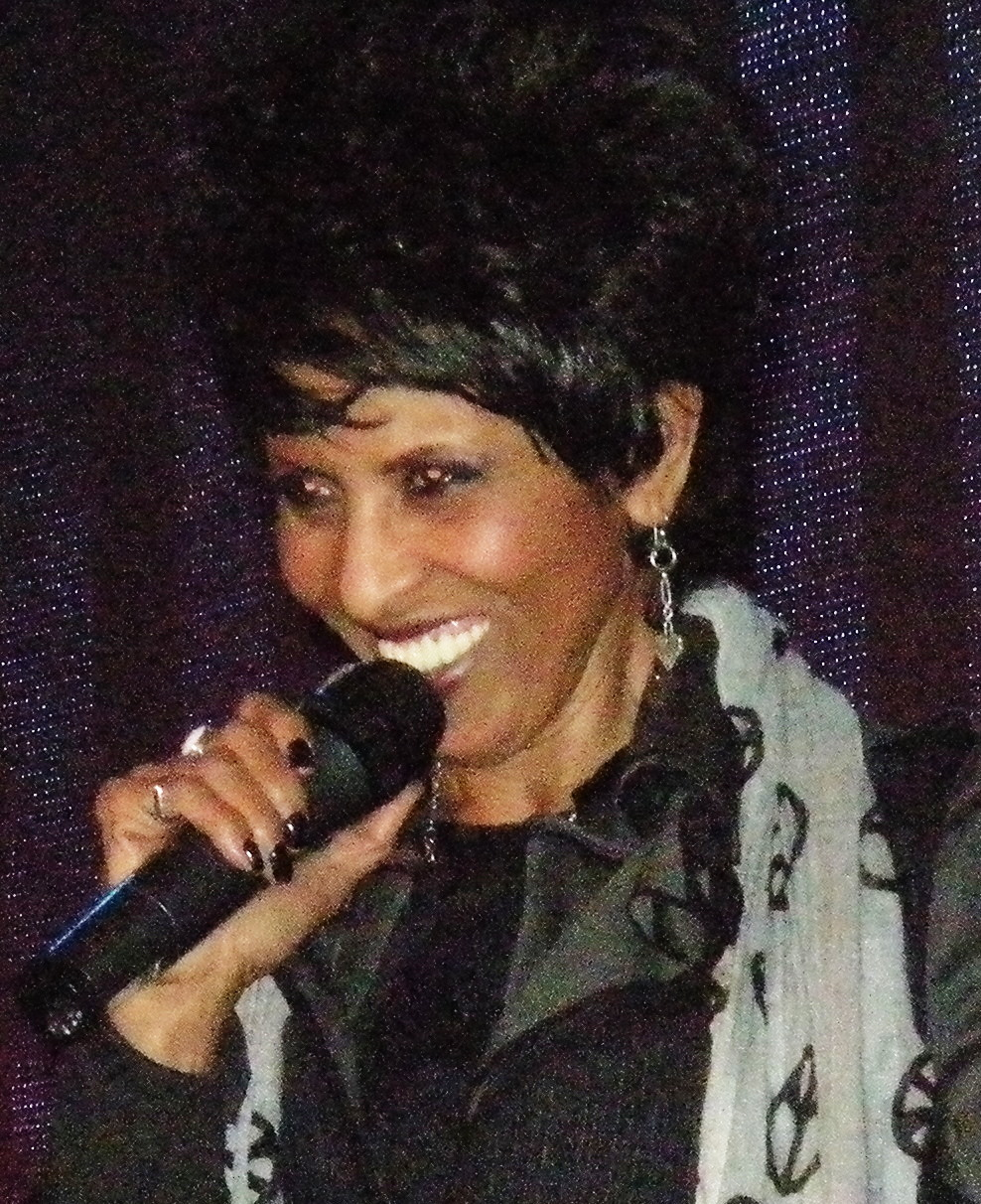
Nona Hendryx (* 1944)

- 1944: Nona Hendryx, US-amerikanische Sängerin und Songschreiberin
- 1944: Wolfgang Neugebauer, österreichischer Historiker
- 1945: Barbara Hammann, deutsche Kunsthistorikerin, Hochschullehrerin und Videokünstlerin
- 1945: Amjad Ali Khan, indischer Sarodspieler, Komponist und Musikpädagoge
- 1946: Walt Koken, US-amerikanischer Banjo- und Fiddlespieler und Sänger
- 1946: Gert Loschütz, deutscher Schriftsteller
- 1947: France Gall, französische Musikerin, Chanson- und Popsängerin
- 1947: Rita Wilden, deutsche Leichtathletin
- 1948: Jackson Browne, US-amerikanischer Sänger und Songschreiber
- 1948: Heinz Kuhn-Weiss, deutscher Autorennfahrer
- 1949: Fan Chung, US-amerikanische Mathematikerin chinesischer Herkunft
- 1949: Daniela Dahn, deutsche Journalistin
- 1949: Brendan Mullen, britischer Nachtklubbesitzer, Musikpromoter und Autor
- 1949: Ottavia Piccolo, italienische Schauspielerin
- 1950: Thorsten Johansson, schwedischer Sprinter
- 1950: Jody Williams, US-amerikanische Lehrerin und Menschenrechts-Aktivistin, Nobelpreisträgerin

#### 1951–1975
- 1951: Douglas Ross, US-amerikanischer Eishockeyspieler

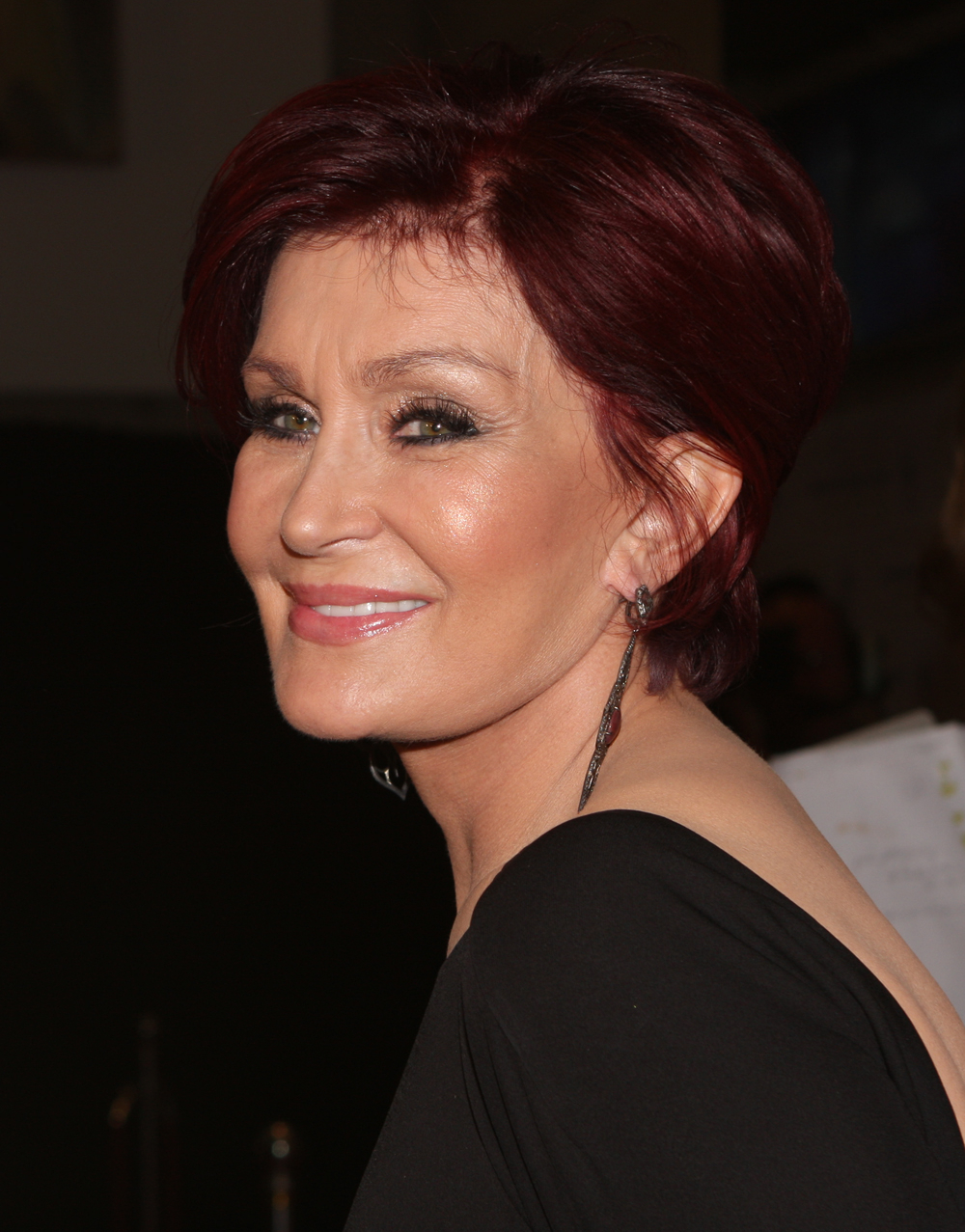
Sharon Osbourne (* 1952)

- 1952: Sharon Osbourne, britische Fernsehmoderatorin
- 1952: Dennis Stratton, britischer Musiker
- 1953: Tony Shalhoub, US-amerikanischer Schauspieler
- 1953: Roberto Sierra, puerto-ricanischer Komponist
- 1953: Lidia Zielińska, polnische Komponistin
- 1954: Scott Bakula, US-amerikanischer Schauspieler
- 1954: Daniel Gisiger, Schweizer Radrennfahrer
- 1954: Mike Micevski, australischer Fußballspieler
- 1954: Adrian Pintea, rumänischer Schauspieler
- 1954: Reinhold Robbe, deutscher Politiker, MdB, Wehrbeauftragter
- 1955: Angelika Brunkhorst, deutsche Politikerin, MdB
- 1955: Grazia Di Michele, italienische Cantautrice
- 1955: Shona Laing, neuseeländische Sängerin und Songschreiberin
- 1955: Sabine von Maydell, deutsche Schauspielerin
- 1955: Steve Ovett, britischer Mittel- und Langstreckenläufer, Olympiasieger

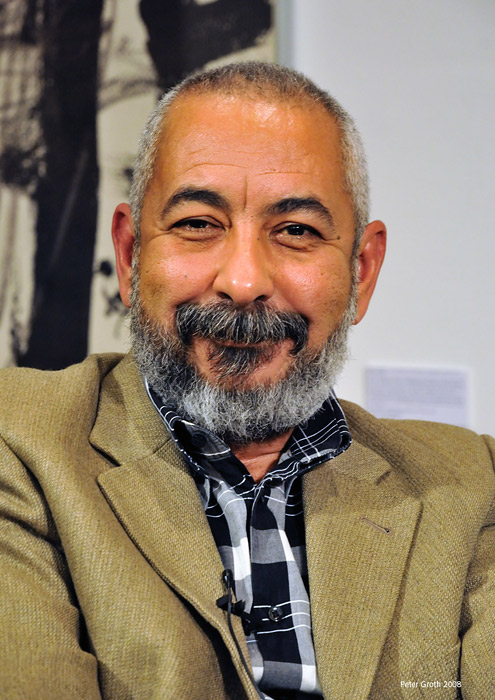
Leonardo Padura (* 1955)

- 1955: Leonardo Padura, kubanischer Schriftsteller
- 1956: Ignaz Netzer, deutscher Blues-Musiker, Sänger und Songschreiber
- 1957: Kathrin Aehnlich, deutsche Schriftstellerin
- 1959: Lucio Andrice Muandula, mosambikanischer Bischof
- 1959: Rudolf Voderholzer, Bischof der Diözese Regensburg
- 1961: Julian Bailey, britischer Autorennfahrer
- 1961: Arlene Boxhall, simbabwische Hockeyspielerin
- 1961: Martial Fesselier, französischer Sportgeher
- 1961: Wolfgang Knaller, österreichischer Fußballspieler
- 1961ː Regula Lüscher, Schweizer Architektin und Stadtplanerin
- 1962: Jorge Burruchaga, argentinischer Fußballspieler
- 1962: Andrian Kreye, deutscher Journalist und Schriftsteller
- 1963: Martin Adomeit, deutscher Tischtennistrainer
- 1963: Brigitte Gadient, Schweizer Skirennfahrerin
- 1963: Anja Jaenicke, deutsche Schauspielerin
- 1963: Claus Killing-Günkel, deutscher Esperantologe
- 1964: Martín Jaite, argentinischer Tennisspieler

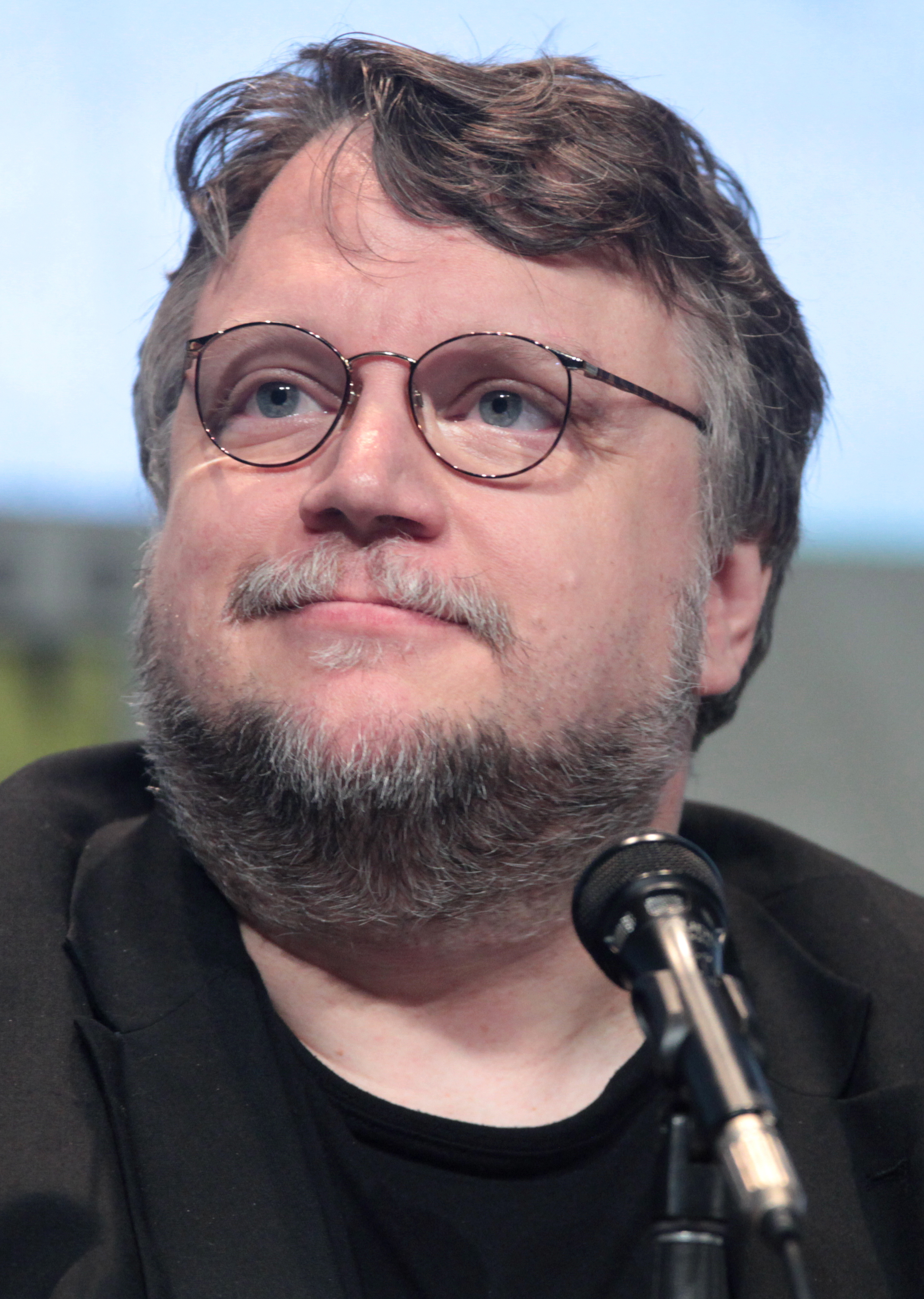
Guillermo del Toro (* 1964)

- 1964: Guillermo del Toro, US-amerikanischer Regisseur
- 1964: Dave Valenti, US-amerikanischer Freestyle-Skier
- 1965: Stefan Kohn, deutscher Fußballspieler
- 1966: Francesco Bearzatti, italienischer Jazzsaxophonist und -klarinettist
- 1966: David Cameron, britischer Politiker, Abgeordneter des House of Commons, Premierminister
- 1966: Thomas Eichin, deutscher Fußballspieler
- 1966: Tina Ruland, deutsche Schauspielerin
- 1967: Maurice Banach, deutscher Fußballspieler
- 1967: Eddie Guerrero, mexikanischer Wrestler
- 1967: Thomas Hacker, deutscher Kaufmann, Steuerberater und Politiker, MdL
- 1968: Gabino Amparán, mexikanischer Fußballspieler und -trainer
- 1968: Deon Hemmings, jamaikanische Leichtathletin, Olympiasiegerin
- 1968: Luminita Zaituc, deutsche Leichtathletin
- 1969: Lene Grenager, norwegische Cellistin und Komponistin

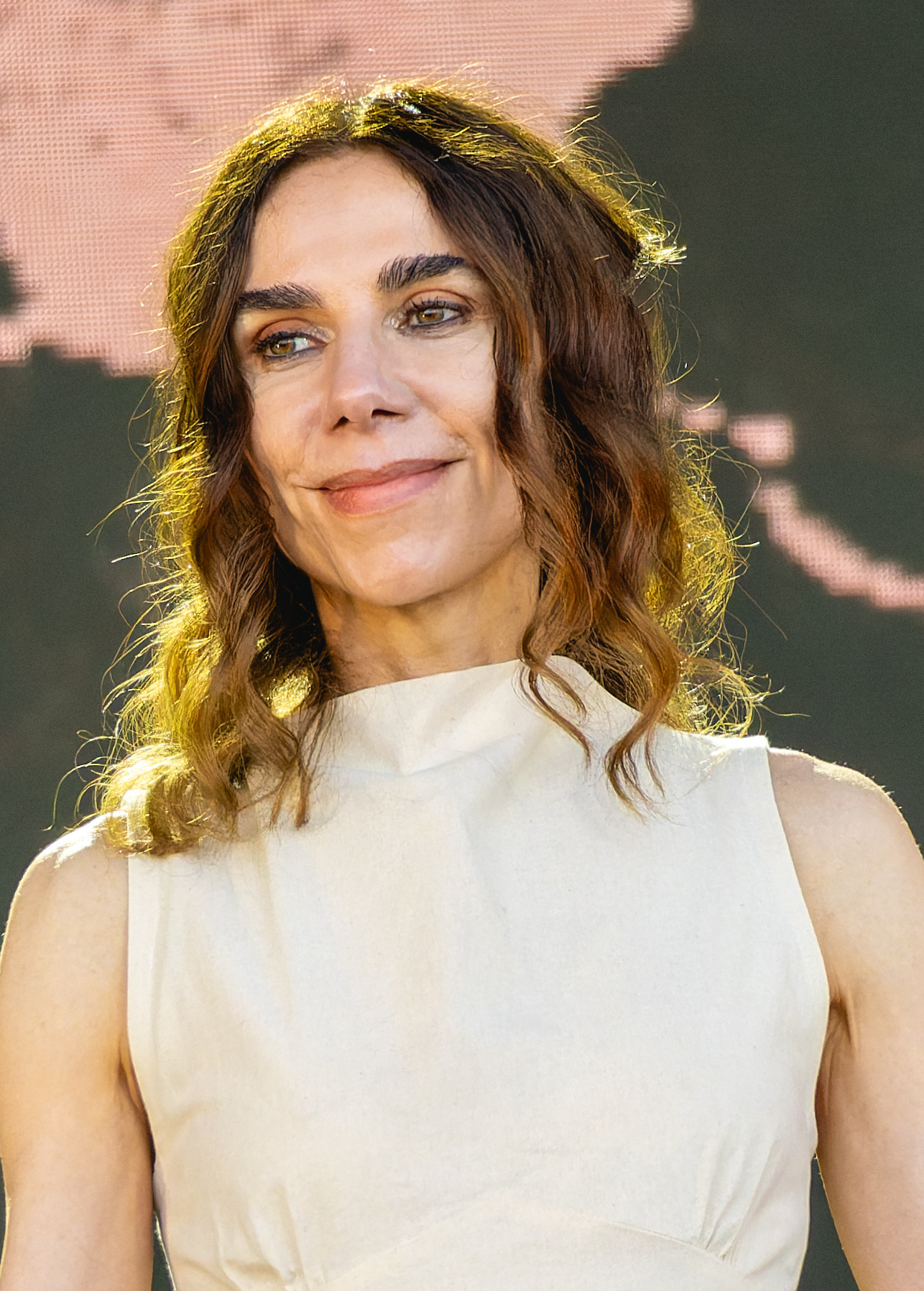
PJ Harvey (* 1969)

- 1969: PJ Harvey, britische Sängerin und Songschreiberin
- 1970: Steve Jablonsky, US-amerikanischer Filmkomponist
- 1970: Rüdiger Krause, deutscher Jazzmusiker
- 1970: Annika Sörenstam, schwedische Golf-Spielerin
- 1970: Tanja Walther-Ahrens, deutsche Fußballspielerin
- 1971: Wibke Apholt, schweizerische Gleitschirmpilotin
- 1972: Thomas Vana, deutscher Fußballspieler
- 1973: Jennifer Aspen, US-amerikanische Schauspielerin
- 1973: Caparezza, italienischer Hip-Hopper
- 1974: Kristofer Åström, schwedischer Singer-Songwriter
- 1974: Nicole Brandebusemeyer, deutsche Fußballspielerin
- 1975: Sean Lennon, US-amerikanischer Musiker
- 1975: Mark Viduka, australischer Fußballspieler

#### 1976–2000
- 1976: Mia Aegerter, Schweizer Popsängerin und Schauspielerin
- 1976: Jyhan Artut, deutscher Dartspieler
- 1976: Caro Scrimali, deutsche Schauspielerin
- 1977: Emanuele Belardi, italienischer Fußballspieler
- 1977: Mehmet Dragusha, albanischer Fußballspieler
- 1977: Yaki Kadafi, US-amerikanischer Rapper

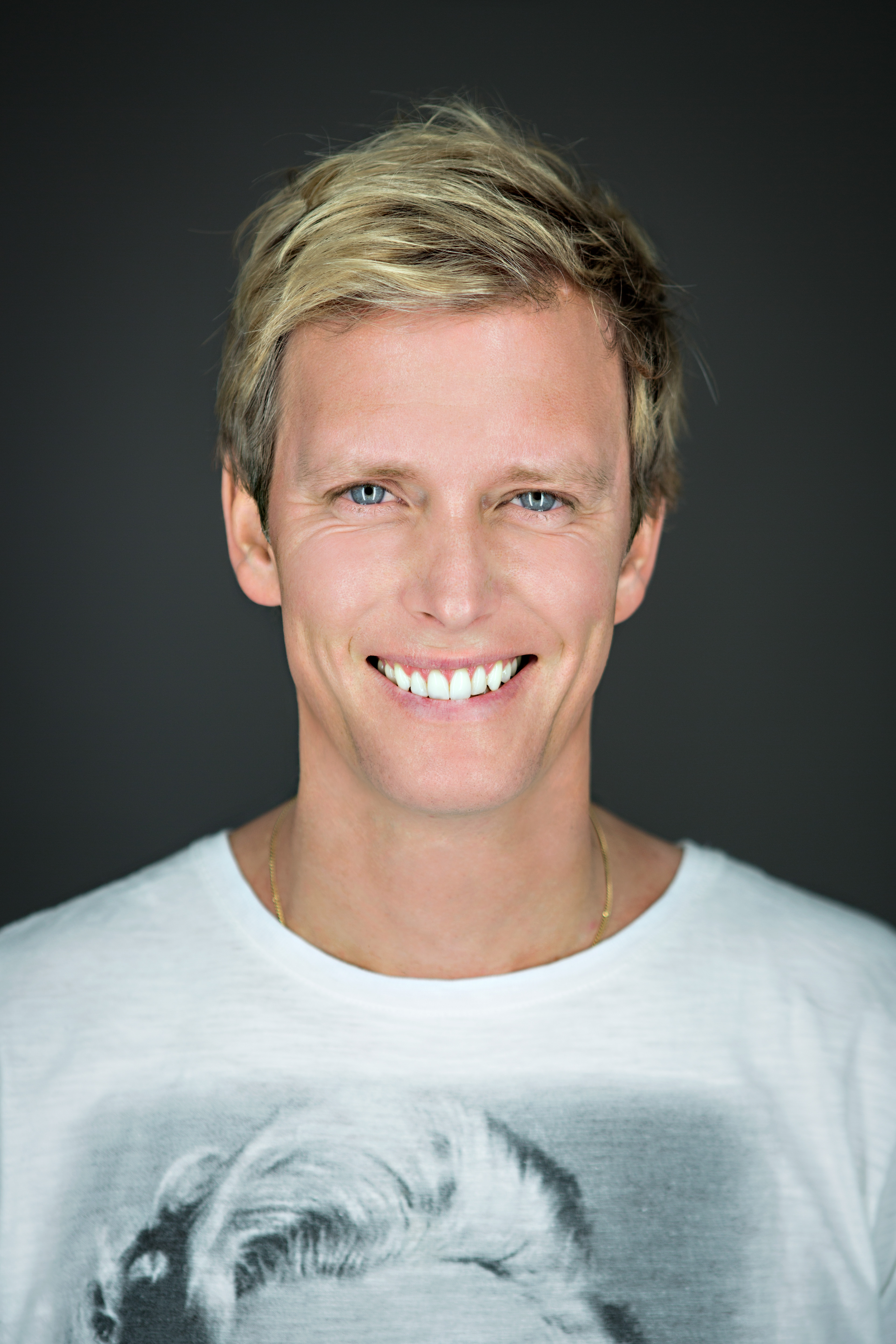
Gregory Knie (* 1977)

- 1977: Gregory Knie, Schweizer Zirkusproduzent
- 1978: Nicky Byrne, irischer Popsänger
- 1978: Kristian Kolby, dänischer Rennfahrer
- 1978: Emma McClarkin, britische Politikerin
- 1979: Csézy, ungarische Sängerin
- 1979: Tim Reichert, deutscher Fußballspieler
- 1979: Tawny Roberts, US-amerikanische Erotik- und Pornodarstellerin und Autorin
- 1979: Brandon Routh, US-amerikanischer Schauspieler
- 1979: Felix von Sassen, deutscher Schauspieler
- 1980: Pāvels Doroševs, lettischer Fußballtorhüter
- 1980: Hendrik Westermeyer, deutscher Badmintonspieler

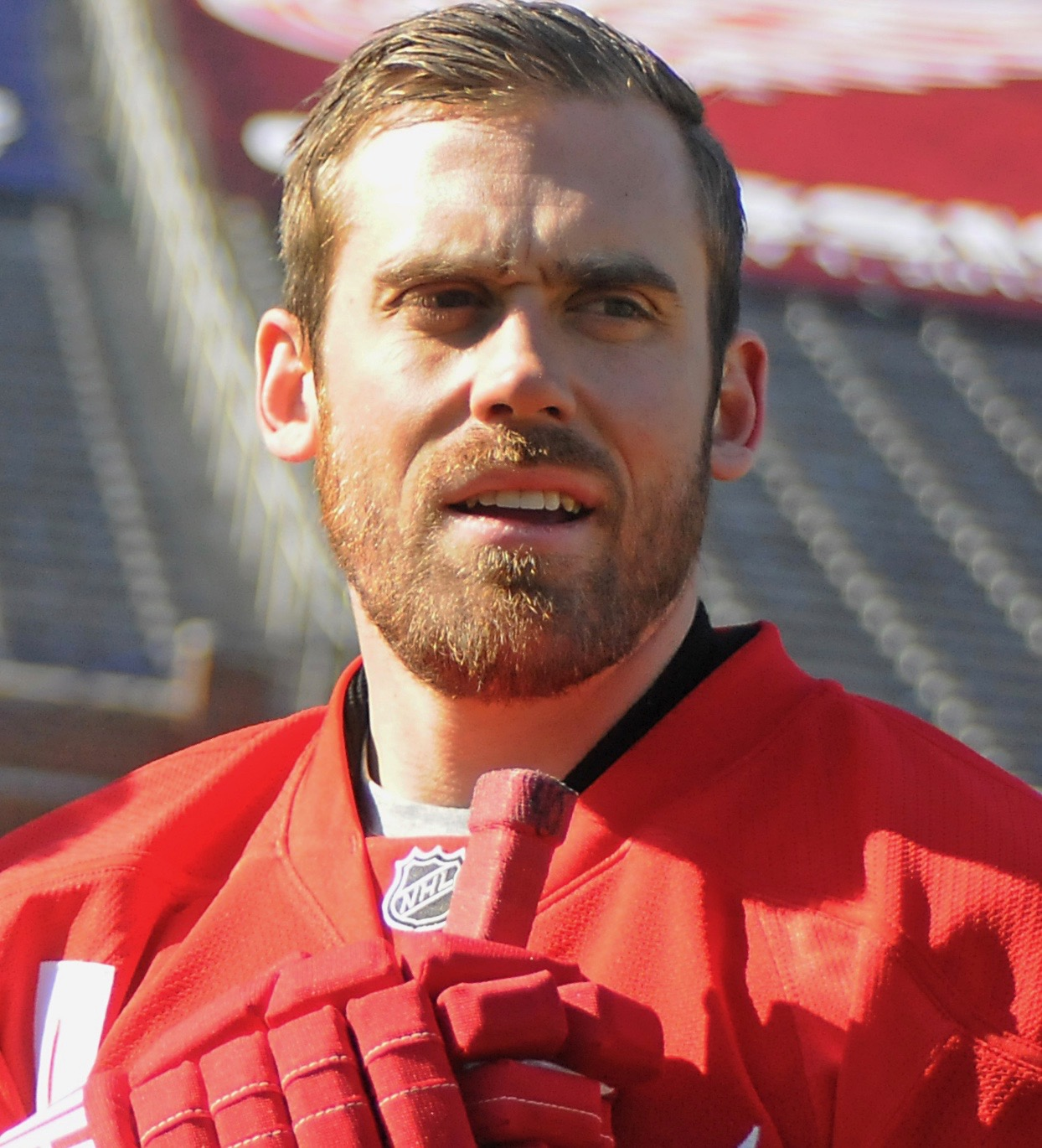
Henrik Zetterberg (* 1980)

- 1980: Henrik Zetterberg, schwedischer Eishockeyspieler
- 1981: Zachery Ty Bryan, US-amerikanischer Schauspieler
- 1981: Manja Kuhl, deutsche Schauspielerin
- 1981: Svenja Spriestersbach, deutsche Handballspielerin
- 1982: Alan Gow, schottischer Fußballspieler
- 1982: Modeste M’Bami, kamerunischer Fußballspieler
- 1982: Antonio Manuel Viana Mendonça, angolanischer Fußballspieler
- 1983: Gethin Anthony, britischer Schauspieler
- 1984: Djamel Mesbah, französisch-algerischer Fußballspieler
- 1987: Luigi Busà, italienischer Karateka
- 1987: Felix Herholc, deutscher Handballtorwart
- 1988: Gaëtane Abrial, französische Sängerin
- 1988: Sandra Maren Schneider, deutsche Schauspielerin
- 1989: Josef Mattes, deutscher Schauspieler
- 1990: Cor Dekker, norwegischer Dartspieler

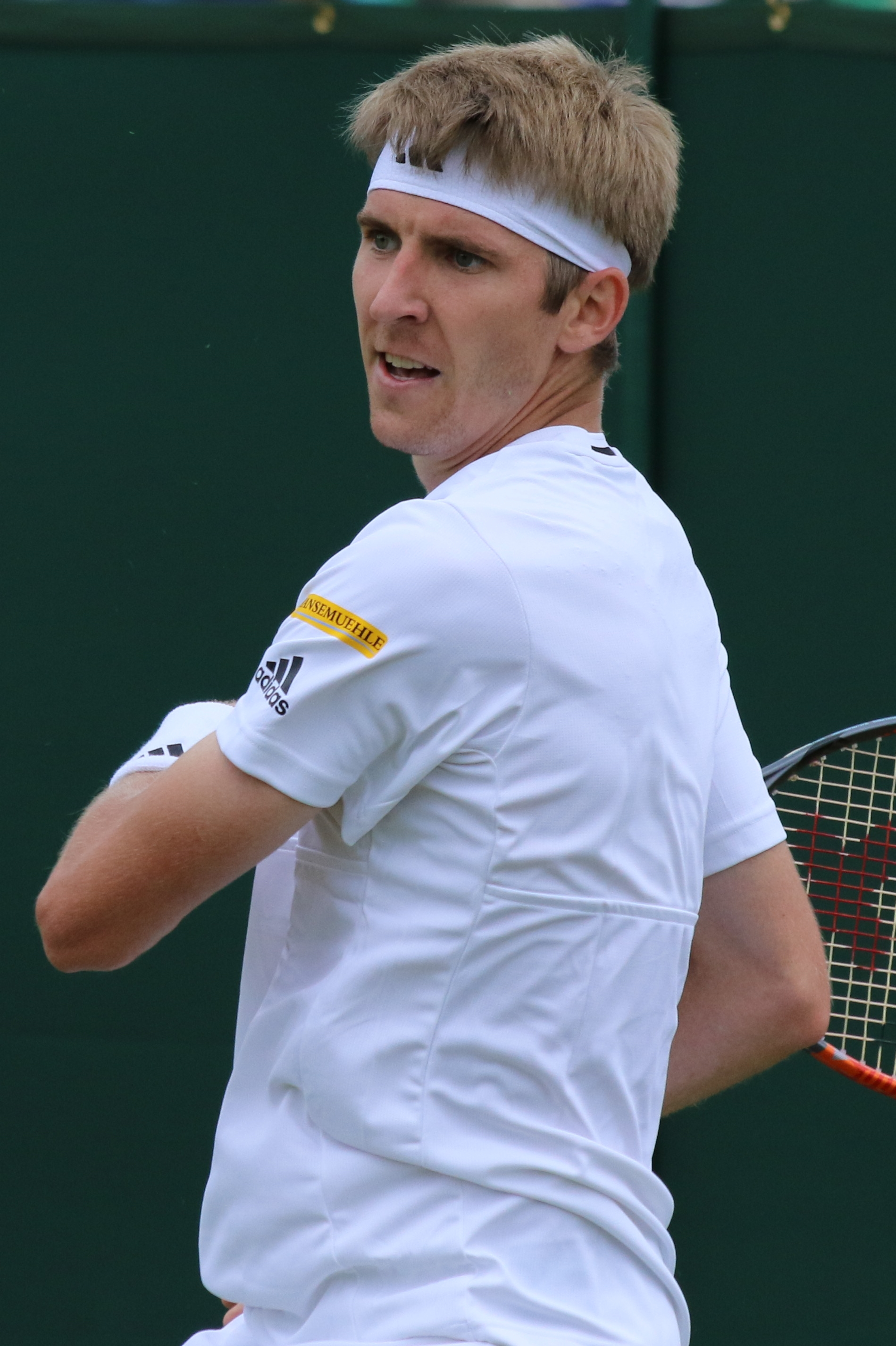
Cedrik-Marcel Stebe (* 1990)

- 1990: Cedrik-Marcel Stebe, deutscher Tennisspieler
- 1990: Ma Wei, chinesische Biathletin
- 1992: Luc Peters, niederländischer Dartspieler
- 1992: Tyler James Williams, US-amerikanischer Schauspieler
- 1993: Kim Ji-eun, südkoreanische Schauspielerin
- 1993: Robin Quaison, schwedischer Fußballspieler
- 1993: Wesley So, philippinischer Schach-Großmeister
- 1994: Jodelle Ferland, kanadische Schauspielerin
- 1994: Philipp Riederle, deutscher Moderator, Referent und Podcaster
- 1995: Kenny Tete, niederländischer Fußballspieler
- 1996: Bella Hadid, US-amerikanisches Model
- 1997: Angelica Moser, Schweizer Stabhochspringerin
- 1998: Adetokunbo Ogundeji, US-amerikanischer American-Football-Spieler
- 2000: Masaharu Yamamoto, japanischer Biathlet und Skilangläufer

## Gestorben

### Vor dem 16. Jahrhundert
- 0680: Gislenus, germanisch-fränkischer Geistlicher und Anachoret

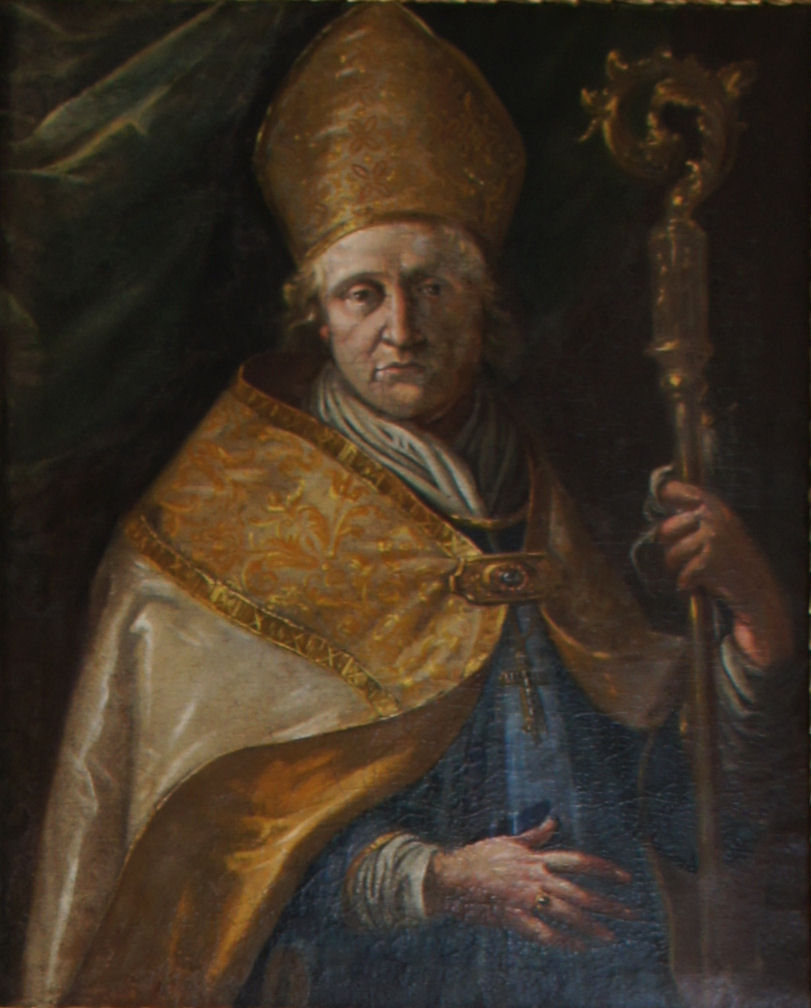
Anno von Freising († 875)

- 0875: Anno, Bischof von Freising
- 1045: Gunther, Einsiedler, wird als Heiliger verehrt, obwohl nicht kanonisiert
- 1047: Clemens II., deutscher Papst, zuvor Bischof von Bamberg
- 1059: Aaron von Krakau, erster Abt der Benediktinerabtei Tyniec und Erzbischof von Krakau
- 1137: Heinrich I., Bischof von Freising
- 1166: Goswin von Anchin, französischer Abt
- 1244: Berthold I. von Teck, Fürstbischof von Straßburg
- 1249: Peter Karlotus, Bischof von Noyon
- 1251: Yolanda von Ungarn, Königin von Aragón
- 1253: Robert Grosseteste, englischer Theologe, Bischof von Lincoln und Lehrer von Roger Bacon
- 1267: Otto III., Markgraf von Brandenburg
- 1273: Elisabeth von Bayern, römisch-deutsche Königin, Königin von Sizilien und Jerusalem, Gräfin von Görz und Tirol
- 1296: Ludwig III., Herzog von Niederbayern
- 1305: Robert de Pontigny, Kardinal der katholischen Kirche
- 1319: Wilhelm Hase von Waldeck, böhmischer Adeliger und Politiker
- 1326: Rainald I., Graf von Geldern

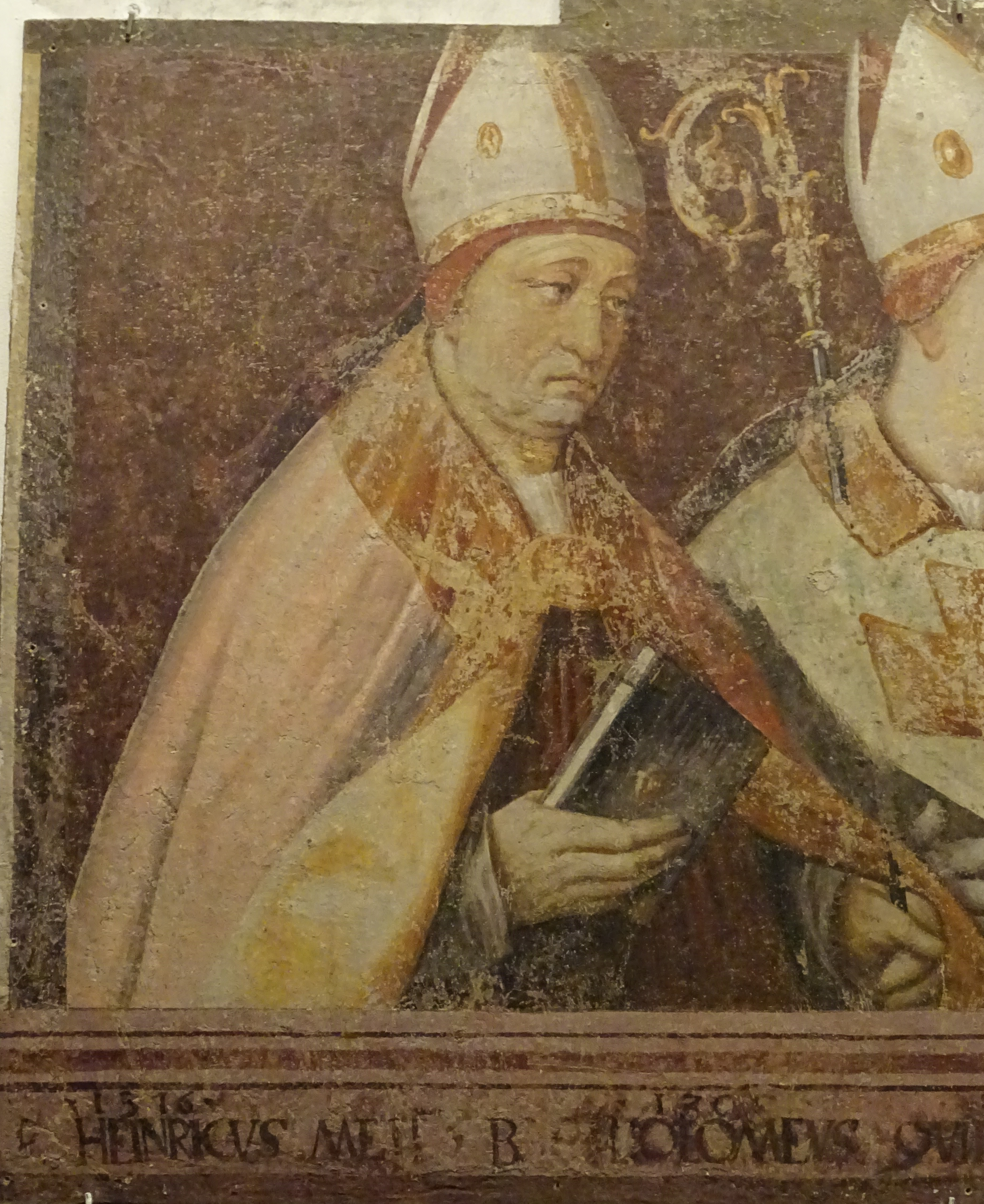
Heinrich III. von Metz († 1336)

- 1336: Heinrich III. von Metz, Zisterzienserabt, kaiserlicher Kanzler und Fürstbischof von Trient
- 1364: Heinrich Taube von Selbach, Kleriker, Jurist und Chronist
- 1390: Johann I., König von Kastilien
- 1430: Johann von Bucca, Bischof von Leitomischl und Olmütz, Kardinal
- 1436: Jakobäa, Erbin von Hennegau, Holland und Seeland
- 1461: Johannes von Preen, Bischof von Ratzeburg
- 1468: Sigismondo Malatesta, italienischer Condottiere und Herr von Rimini

### 16. bis 18. Jahrhundert
- 1523: Peter IV. von Rosenberg, böhmischer Adeliger aus dem Geschlecht der Rosenberger
- 1537: Hans Cranach, deutscher Maler und Zeichner

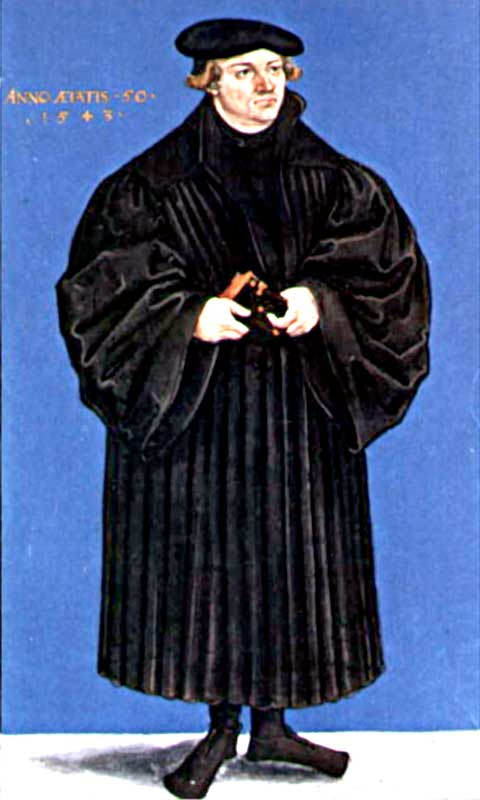
Justus Jonas der Ältere († 1555)

- 1555: Justus Jonas der Ältere, deutscher Jurist, Humanist, Kirchenlieddichter, lutherischer Theologe und Reformator
- 1562: Gabriele Falloppio, italienischer Anatom und Chirurg, gilt als Mitbegründer der modernen Anatomie
- 1571: Agostino Barbarigo, venezianischer Generalkapitän
- 1579: Johann III. von Blankenfelde, Berliner Bürgermeister
- 1581: Luis Beltrán, spanischer Dominikaner, Heiliger der katholischen Kirche, Verteidiger der Indianerrechte
- 1589: Friedrich Pensold, deutscher Philologe und Physiker
- 1601: Nikolaus Krell, Kanzler des Kurfürsten von Sachsen
- 1604: Ludwig IV., Landgraf von Hessen-Marburg
- 1608: Pompeo Leoni, italienischer Bildhauer, Medailleur und Kunstsammler
- 1614: Bonaventura Vulcanius, flämischer Gelehrter, Humanist und Übersetzer
- 1615: Juan Fernández de Boán, spanischer Jurist und Vizekönig von Peru
- 1619: Markus Sittikus von Hohenems, Fürsterzbischof von
- 1622: Johann, Herzog von Schleswig-Holstein-Sonderburg

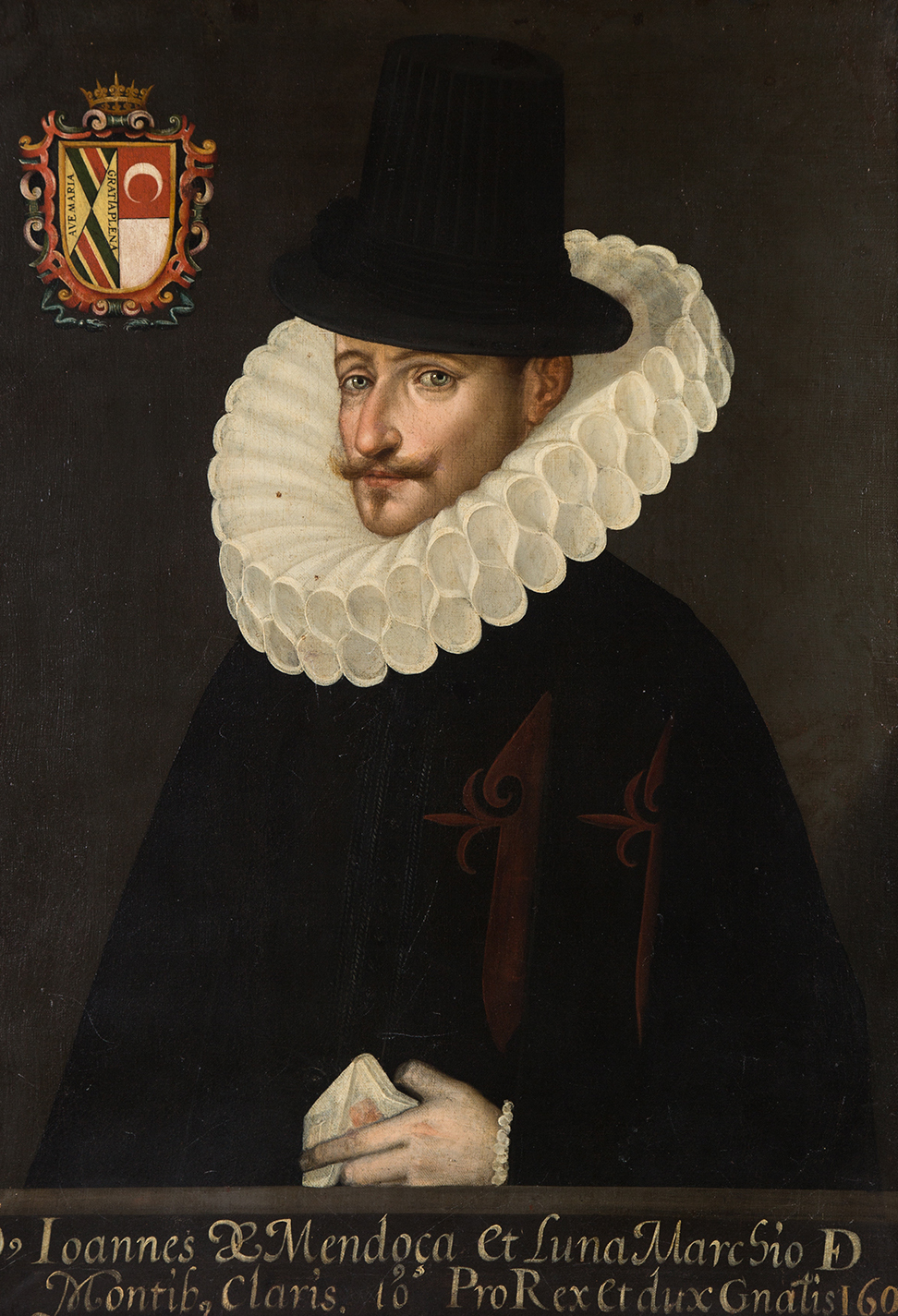
Juan Manuel de Mendoza y Luna († 1628)

- 1628: Juan Manuel de Mendoza y Luna, spanischer Offizier, Vizekönig von Neuspanien und Vizekönig von Peru
- 1637: Friedrich von Schilling, deutscher Gelehrter
- 1642: Benjamin de Rohan, Feldherr der Hugenotten
- 1644: Jan van Brouchoven, Staatsmann der Spanischen Niederlande
- 1647: Anselm Casimir Wambolt von Umstadt, Erzbischof und Kurfürst von Mainz
- 1677: Gustav Adolf, Graf von Saarbrücken und Generalwachtmeister des Heiligen Römischen Reiches bei Rhein
- 1688: Claude Perrault, französischer Architekt, Kunsttheoretiker, Altphilologe, Mediziner und Naturwissenschaftler
- 1689: Heinrich Balthasar Roth, deutscher Rechtswissenschaftler
- 1693: Marquard Sebastian Schenk von Stauffenberg, Fürstbischof und Domherr von Bamberg, Würzburg und Augsburg
- 1694: Christian Vitzthum von Eckstädt, kursächsischer Beamter
- 1705: Johann Christoph Wagenseil, deutscher Polyhistor, Rechtsgelehrter und Orientalist
- 1708: Olympia Mancini, Gräfin von Soissons, Mazarinette und Mätresse Ludwigs XIV.

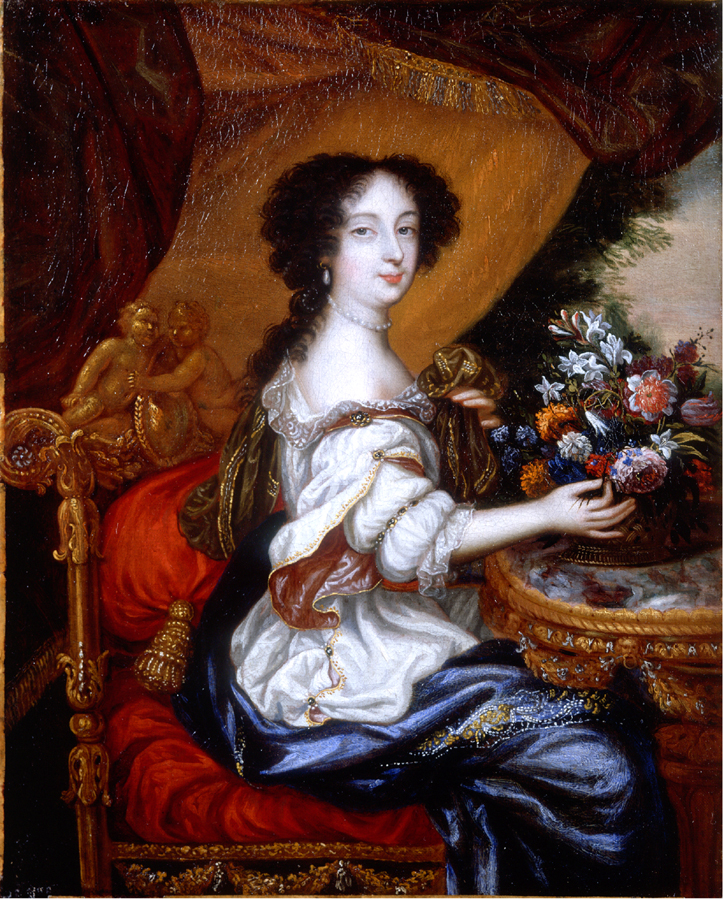
Barbara Villiers († 1709)

- 1709: Barbara Villiers, 1. Duchess of Cleveland, Herzogin von Cleveland, Geliebte Karls II. von England
- 1726: Johann Georg Judas, Hofbaumeister im Kurfürstentum Trier
- 1736: Johannes Dünz, Schweizer Maler
- 1741: Domenico Lalli, neapolitanischer Librettist
- 1742: Alexander von Dönhoff, preußischer Generalleutnant und Vertrauter des Königs Friedrich Wilhelm I.
- 1743: Wenzel Lorenz Reiner, böhmischer Maler und Freskant des Barock
- 1743: Michail Grigorjewitsch Semzow, russischer Architekt
- 1747: David Brainerd, britisch-amerikanischer Missionar unter den nordamerikanischen Indianern
- 1749: Luís da Cunha, portugiesischer Diplomat
- 1750: Maria Anna von Bayern, bayerische Ordensschwester
- 1771: Jan Klemens Branicki, polnischer Krongroßfeldherr
- 1779: Johann Georg Dirr, deutscher Stuckateur und Bildhauer des Rokoko
- 1789: Dietrich von Ahlefeldt, preußischer Beamter

### 19. Jahrhundert
- 1802: Ferdinand, Herzog von Parma, Piacenza und Guastalla
- 1806: Friedrich August Brand, österreichischer Maler und Kupferstecher
- 1807: Michail Matwejewitsch Cheraskow, russischer Dichter und Schriftsteller
- 1811: Alexander Sergejewitsch Stroganow, russischer Politiker, Großgrundbesitzer und Kunstsammler
- 1812: Jakob Couven, deutscher Baumeister des Barock in Aachen
- 1824: Jonathan Dayton, US-amerikanischer Politiker, Mitglied und Sprecher des US-Repräsentantenhauses sowie Senator für New Jersey

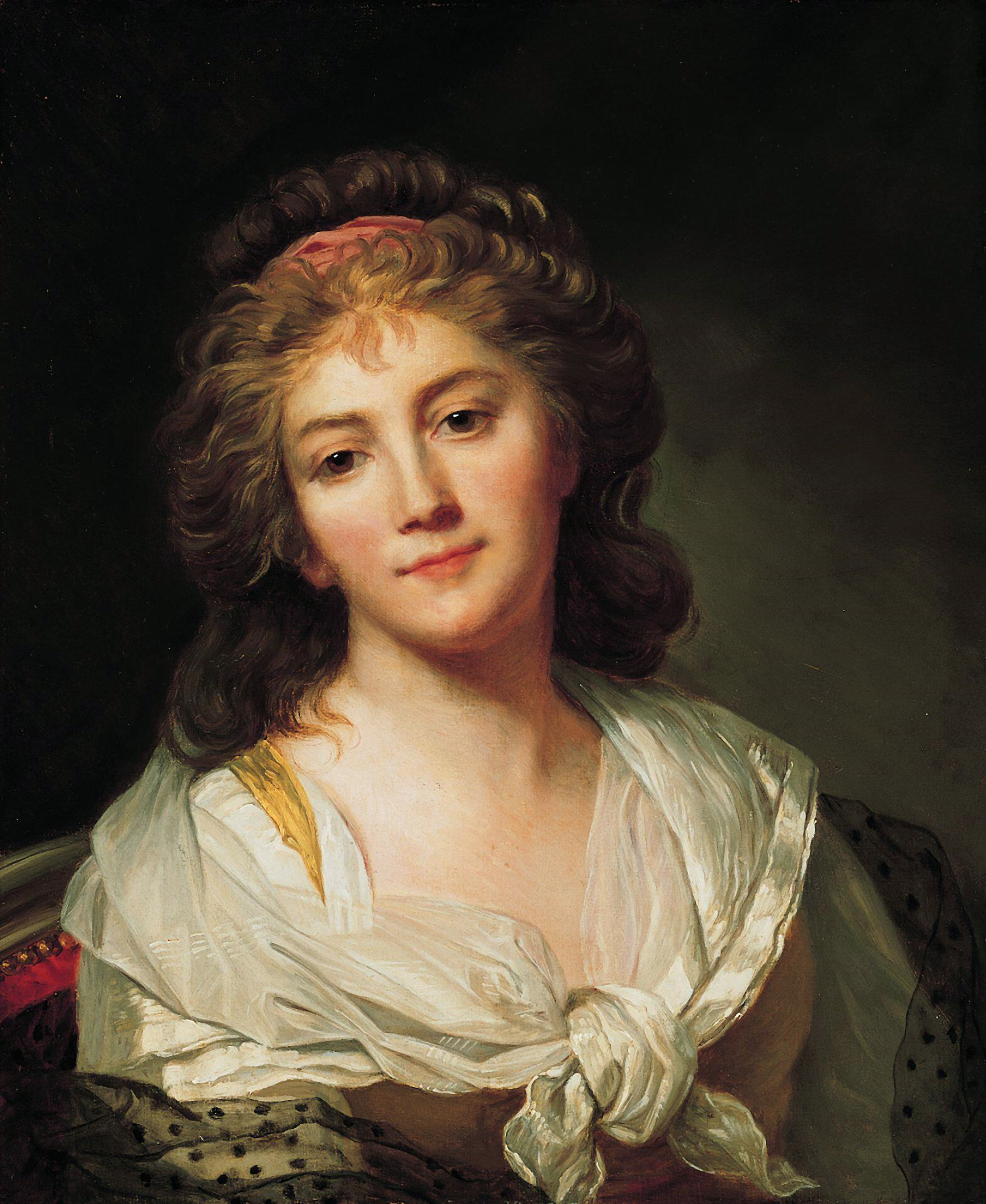
Marie-Geneviève Bouliar († 1825)

- 1824: Viktor Franz Anton Glutz-Ruchti, Schweizer katholischer Geistlicher
- 1825: Marie-Geneviève Bouliar, französische Malerin des Klassizismus
- 1831: Ioannis Kapodistrias, griechischer Politiker, Staatsoberhaupt
- 1841: Karl Friedrich Schinkel, preußischer Architekt, Stadtplaner, Maler, Grafiker und Bühnenbildner, Gründer der Schinkelschule
- 1849: William Townsend Aiton, englischer botanischer Gärtner
- 1855: Georg Heinrich Wolf von Arnim, deutscher Eisenhütten- und Bergbauunternehmer
- 1857: Josef Ressel, österreichischer Forstbeamter
- 1858: Charles Wellesley, britischer General und Politiker
- 1860: Christian Friedrich Heinrich Sachse, deutscher evangelischer Geistlicher und Kirchenlieddichter
- 1860: Dimitar Sograf, bulgarischer Maler
- 1863: Ferdinand Johannes Wit von Dörring, deutsch-dänischer Schriftsteller, Journalist und Politiker

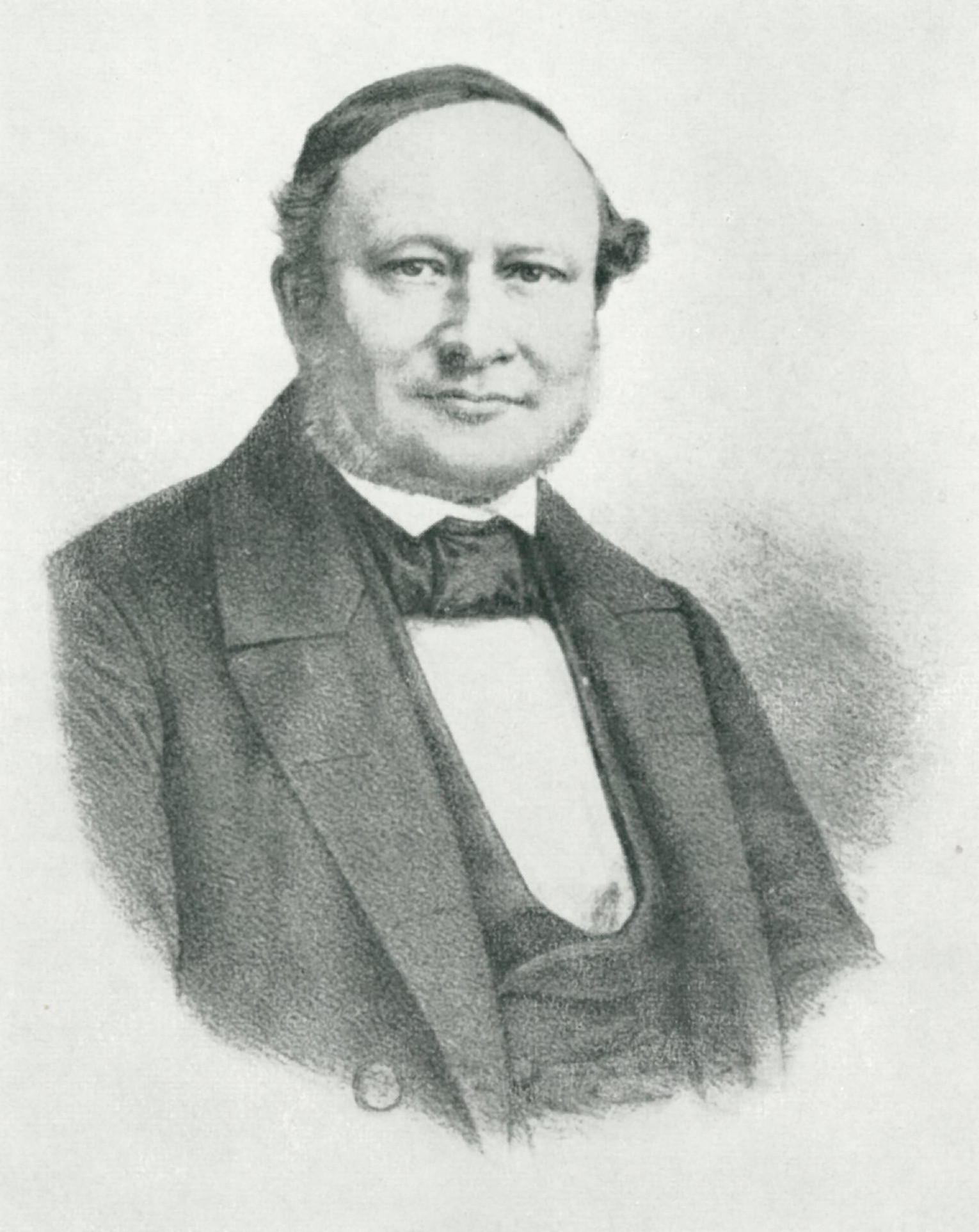
Rudolf Keyser († 1864)

- 1864: Rudolf Keyser norwegischer Historiker
- 1867: Ignacy Feliks Dobrzyński, polnischer Komponist
- 1868: Howell Cobb, US-amerikanischer Politiker, Gouverneur von Georgia, Mitglied und Sprecher des US-Repräsentantenhauses
- 1870: Peregrin Teuschl, österreichisch-ungarischer Steinmetzmeister und Bildhauer des Historismus
- 1878: Maximilian von Bothmer, bayerischer Generalleutnant, Generalquartiermeister der Armee und Reichsrat
- 1878: Abraham Oppenheim, deutscher Bankier und Mäzen
- 1887: Maurice Strakosch, US-amerikanischer Konzertunternehmer und Komponist
- 1889ː Anna Forstenheim, österreichische Redakteurin, Schriftstellerin und Frauenrechtlerin
- 1894: Henry Grey, 3. Earl Grey, britischer Kolonialpolitiker und Staatsmann
- 1897: Karl Grillenberger, deutscher Politiker, Nürnberger Arbeiterführer, MdL, MdR
- 1897: George Mortimer Pullman, US-amerikanischer Erfinder und Industrieller
- 1900: Heinrich von Herzogenberg, österreichischer Komponist

### 20. Jahrhundert

#### 1901–1950
- 1901ː Marie-Françoise Bernard, französische Anti-Vivisektionistin
- 1906: Joseph Glidden, US-amerikanischer Farmer
- 1907: Romualdo Marenco, italienischer Musiker und Komponist
- 1911: Cornelius Newton Bliss, US-amerikanischer Politiker, Innenminister

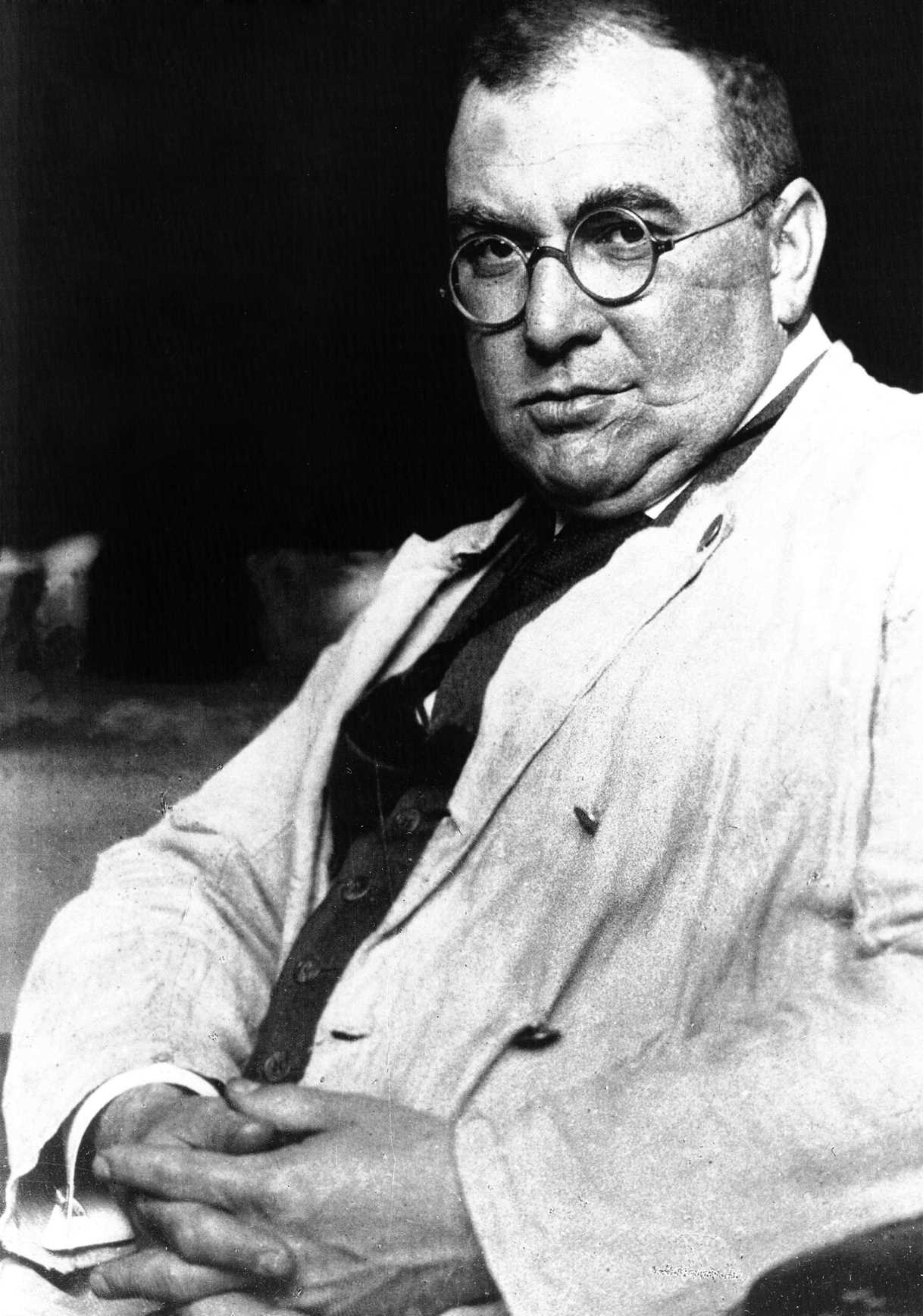
Hans Erlwein († 1914)

- 1914: Hans Erlwein, deutscher Architekt und Stadtplaner
- 1915: Manuel Tapia, chilenischer Maler und Photograph
- 1917: Hussein Kamil, Sultan von Ägypten und König des Anglo-Ägyptischen Sudan
- 1918: Raymond Duchamp-Villon, französischer Maler und Bildhauer
- 1922: Jorge Montt Álvarez, chilenischer Offizier und Politiker
- 1925: Hugo Preuß, deutscher Staatsrechtslehrer und Politiker, MdL, Reichsminister, gilt als Vater der Weimarer Reichsverfassung
- 1926: Waso Abaschidse, georgischer Schauspieler
- 1931: Ugo Afferni, italienisch-deutscher Dirigent und Komponist
- 1933: Fritz Lach, österreichischer Maler und Grafiker

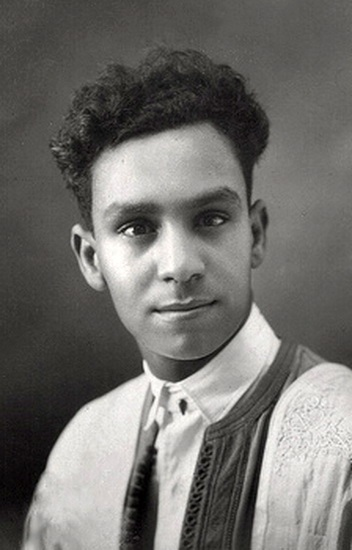
Abu al-Qasim asch-Schabbi († 1934)

- 1934: Abu al-Qasim asch-Schabbi, tunesischer Dichter
- 1934: Alexander I., König der Serben, Kroaten und Slowenen, Königsdiktator von Jugoslawien
- 1934: Louis Barthou, französischer Politiker, Ministerpräsident, mehrfacher Minister
- 1936: Otto Behaghel, deutscher Germanist
- 1936: Emil Artur Longen, tschechischer Regisseur, Dramaturg, Maler, Autor
- 1936: Friedrich von Oppeln-Bronikowski, deutscher Schriftsteller und Kulturhistoriker
- 1937: August de Boeck, belgischer Komponist, Organist und Musiklehrer
- 1937: Ernst Ludwig, Großherzog von Hessen und bei Rhein
- 1942: Fritz Baumann, Schweizer Maler

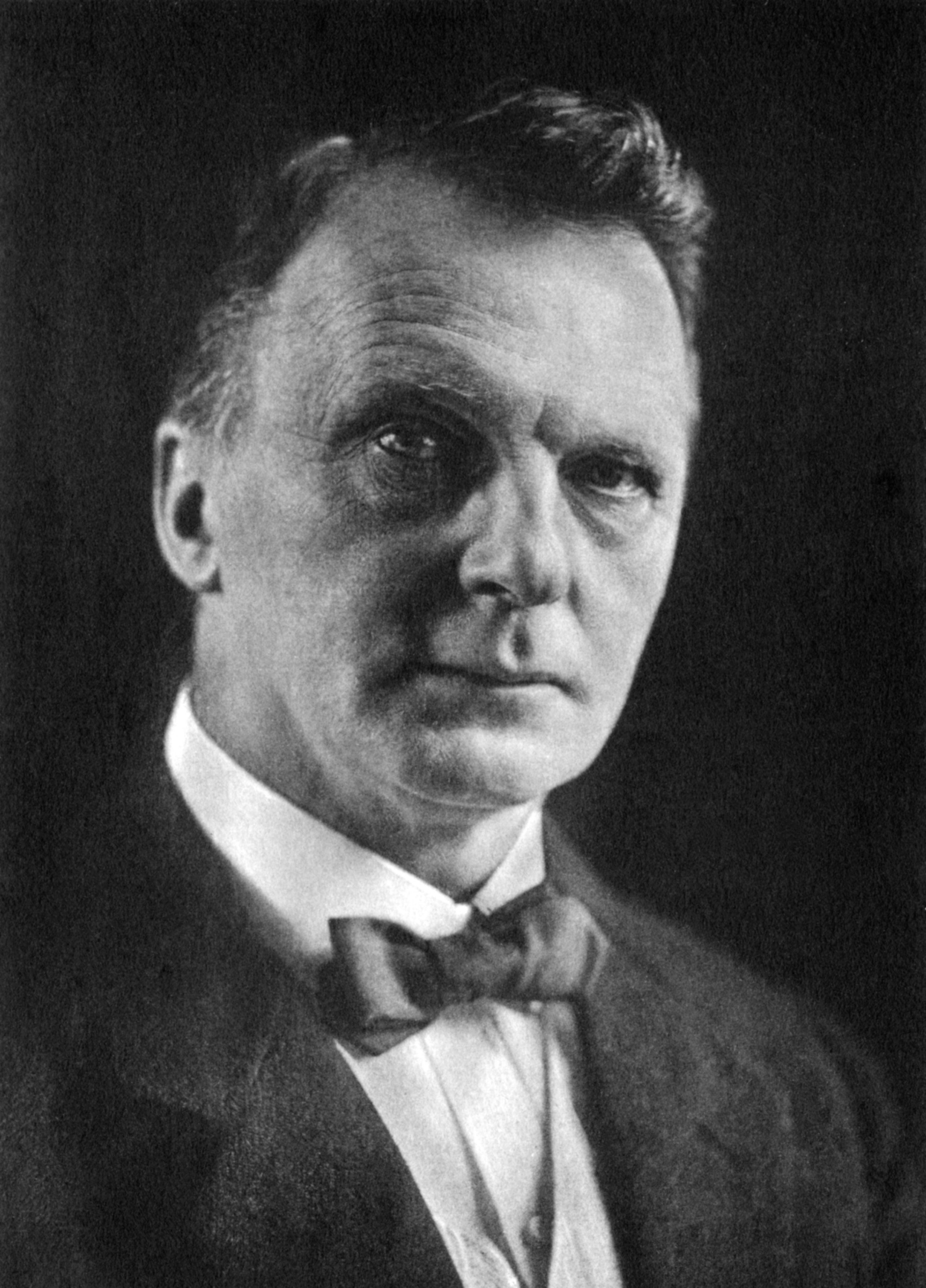
Gerhard Wilhelm Kernkamp († 1943)

- 1943: Gerhard Wilhelm Kernkamp, niederländischer Historiker
- 1943: Pieter Zeeman, niederländischer Physiker und Nobelpreisträger
- 1944: Vinzenz Platajs, Zeuge Jehovas und NS-Opfer
- 1946: Israel Aharoni, israelischer Zoologe
- 1946: Ernst Münch, deutscher Forstwissenschaftler
- 1948: Alfred Roth, deutscher Bundeswart des Reichshammerbund und Politiker (DVP, NSDAP), MdR
- 1950: Nicolai Hartmann, deutscher Philosoph
- 1950: Dimitri Usnadse, georgischer Psychologe

#### 1951–1975
- 1953: James Finlayson, britischer Filmschauspieler und Komödiant

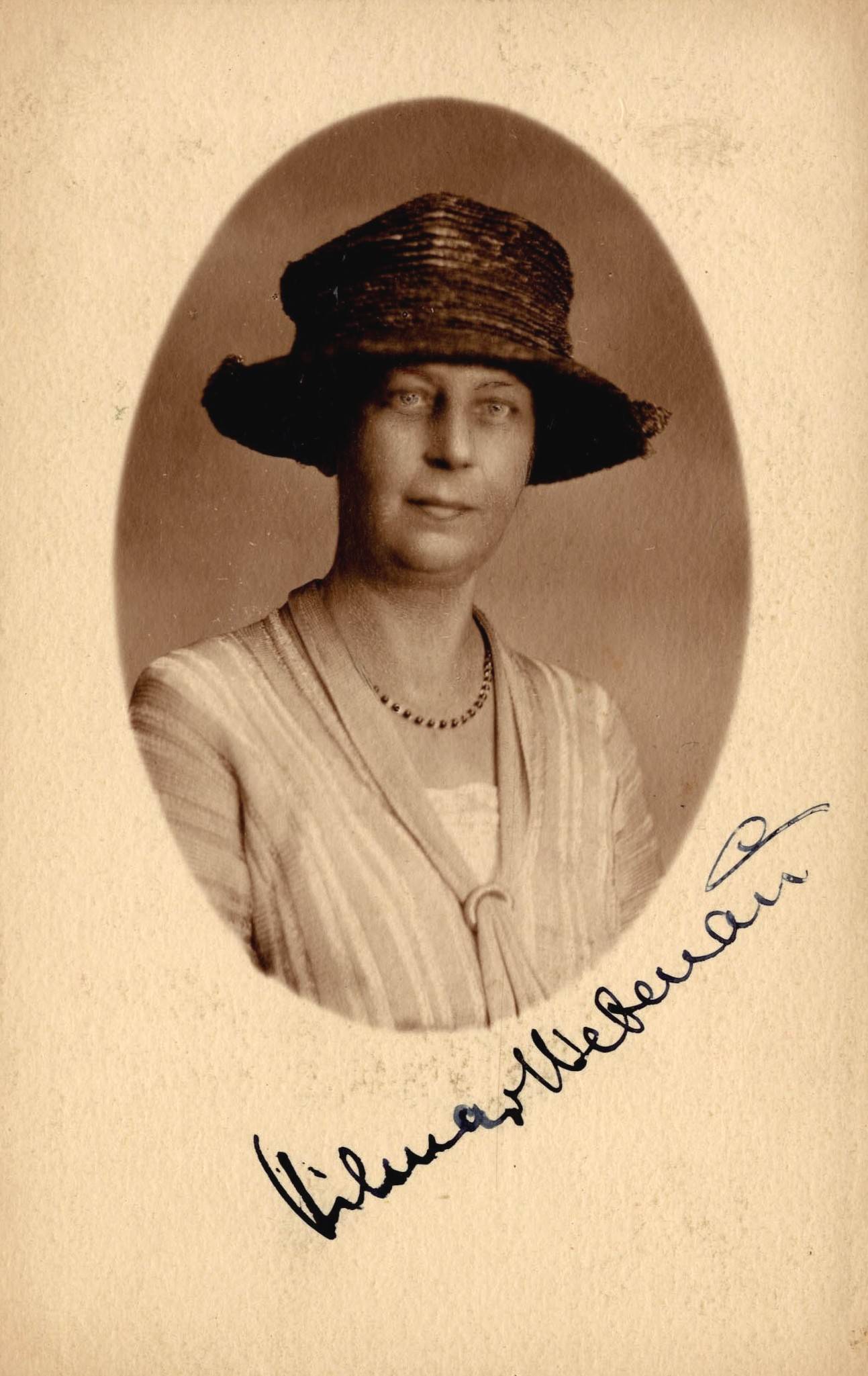
Vilma Webenau († 1953)

- 1953: Vilma von Webenau, österreichische Komponistin
- 1954: Olivier Guimond, kanadischer Schauspieler und Komiker
- 1954: Robert H. Jackson, US-amerikanischer Generalbundesanwalt, Richter am Obersten Gerichtshof, Hauptanklagevertreter bei den Nürnberger Prozessen
- 1955: Theodor Innitzer, österreichischer Geistlicher und Professor, Bundesminister, Erzbischof von Wien
- 1956: Mahmud Barzandschi, kurdischer Führer und Geistlicher der Qadiriyya aus dem Nordirak
- 1956: Lucie Höflich, deutsche Schauspielerin
- 1958: Pius XII., Papst
- 1960: Chalifa ibn Harub ibn Thuwaini, Sultan von Sansibar
- 1962: Milan Vidmar, slowenischer Ingenieur und Schachmeister
- 1965: Aloys Feldmann, deutscher Politiker, MdL, MdB
- 1965: Ernest Read, englischer Komponist und Musikpädagoge
- 1966: Abraham Binder, US-amerikanischer Komponist
- 1967: Gordon Allport, US-amerikanischer Psychologe

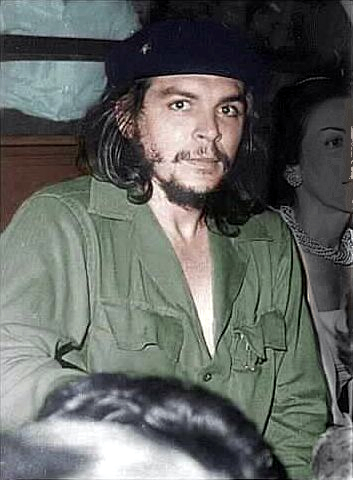
Che Guevara († 1967)

- 1967: Che Guevara, kubanischer Autor, Revolutionär, Guerillaführer und Politiker
- 1967: Cyril Norman Hinshelwood, britischer Chemiker, Nobelpreisträger
- 1967: Joseph H. Pilates, deutsch-amerikanischer Körpertrainer
- 1970: Jean Giono, französischer Schriftsteller
- 1972: Giuseppe Capogrossi, italienischer Maler
- 1972: Miriam Hopkins, US-amerikanische Schauspielerin
- 1972: Inger Karén, deutsche Opernsängerin (Alt)
- 1973: Rosetta Tharpe, US-amerikanische Sängerin und Gitarristin, Erfinderin des Rock and Roll
- 1974: Karl Gengler, deutscher Politiker, MdL, MdB
- 1974: Oskar Schindler, deutscher Unternehmer, rettete etwa 1200 Juden, Gerechter unter den Völkern
- 1975: Hayashi Fusao, japanischer Schriftsteller

#### 1976–2000
- 1976: Walter Warlimont, deutscher General
- 1977: Hans Gustl Kernmayr, österreichischer Schriftsteller
- 1977: Lambert Konschegg, österreichischer Pilot und Manager
- 1977: Peter Mosbacher, deutscher Schauspieler
- 1978: Jacques Brel, belgischer Chansonnier und Schauspieler
- 1979: Iknadios Bedros XVI. Batanian, armenischer Geistlicher, Patriarch von Kilikien
- 1981: Julio Libonatti, argentinischer Fußballspieler italienischer Abstammung
- 1981: Peter Steinforth, deutscher Maler

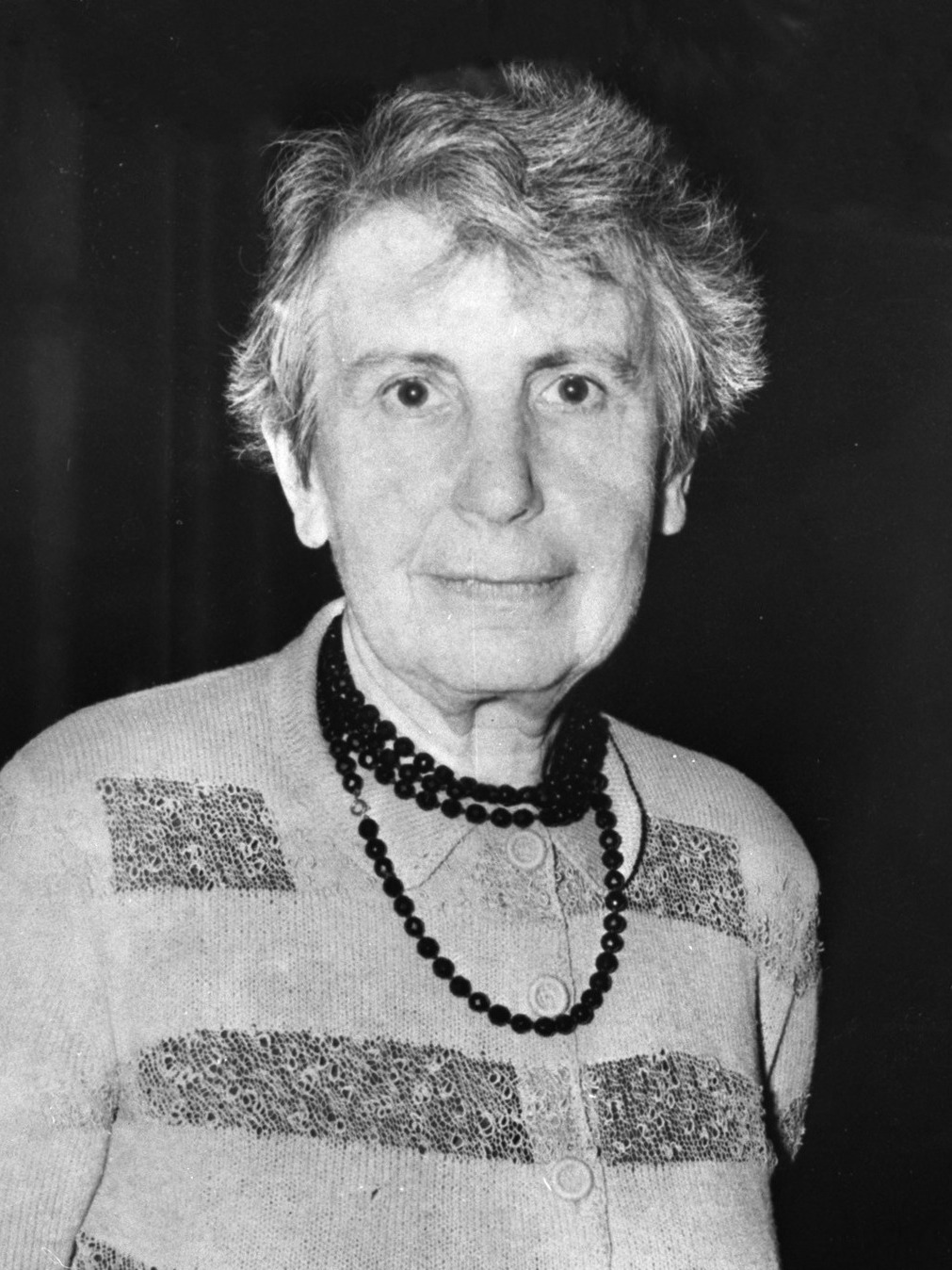
Anna Freud († 1982)

- 1982: Anna Freud, österreichisch-britische Psychoanalytikerin
- 1982: Fernando Lamas, argentinischer Schauspieler und Filmproduzent
- 1982: Modeste M’Bami, kamerunischer Fußballspieler
- 1983: Wayne N. Aspinall, US-amerikanischer Politiker, Mitglied des Repräsentantenhauses
- 1983: Herbert Weichmann, deutscher Politiker, MdL, Senator, Erster Bürgermeister von Hamburg
- 1984: Heinz von Cleve, deutscher Schauspieler
- 1985: Ludo Coeck, belgischer Fußballspieler
- 1985: Andreas Lindt, Schweizer Geistlicher und Hochschullehrer
- 1986: Harald Reinl, deutscher Filmregisseur und Drehbuchautor
- 1987: William Parry Murphy, US-amerikanischer Arzt
- 1988: Mousie Alexander, US-amerikanischer Jazzschlagzeuger
- 1988: Felix Wankel, deutscher Ingenieur und Erfinder des Wankelmotors
- 1989: Yusuf Atılgan, türkischer Schriftsteller
- 1989: Fernand Ciatti, luxemburgischer Boxer
- 1990: Clara Ege, deutsche Malerin, Bildhauerin und Seidenweberin
- 1990: Georges de Rham, Schweizer Mathematiker

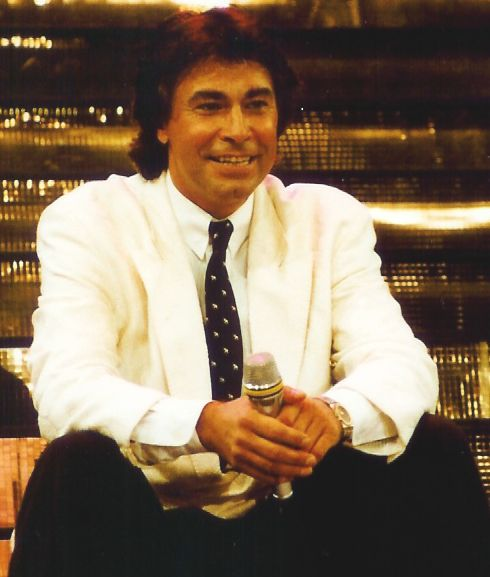
Roy Black († 1991)

- 1991: Roy Black, deutscher Schlagersänger und Schauspieler
- 1993: Angelo Guatta, italienischer Autorennfahrer
- 1994: Georg Budke, deutscher Politiker
- 1994: Rolf Thiele, österreichischer Regisseur, Drehbuchautor und Filmproduzent
- 1995: Alec Douglas-Home, britischer Politiker, Premierminister
- 1995: Kukrit Pramoj, thailändischer Politiker, Publizist und Schriftsteller, Ministerpräsident
- 1996: Joachim Wohlgemuth, deutscher Schriftsteller
- 1999: Milt Jackson, US-amerikanischer Musiker
- 1999: Morris West, australischer Schriftsteller
- 2000: Ladislav Čepelák, tschechischer Maler, Grafiker und Illustrator

### 21. Jahrhundert

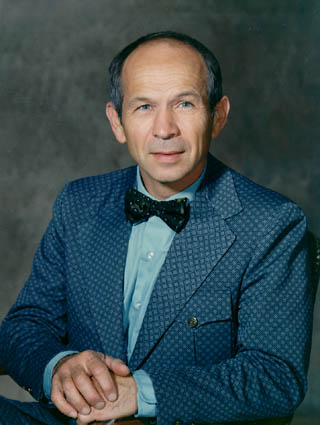
Maxime A. Faget († 2004)

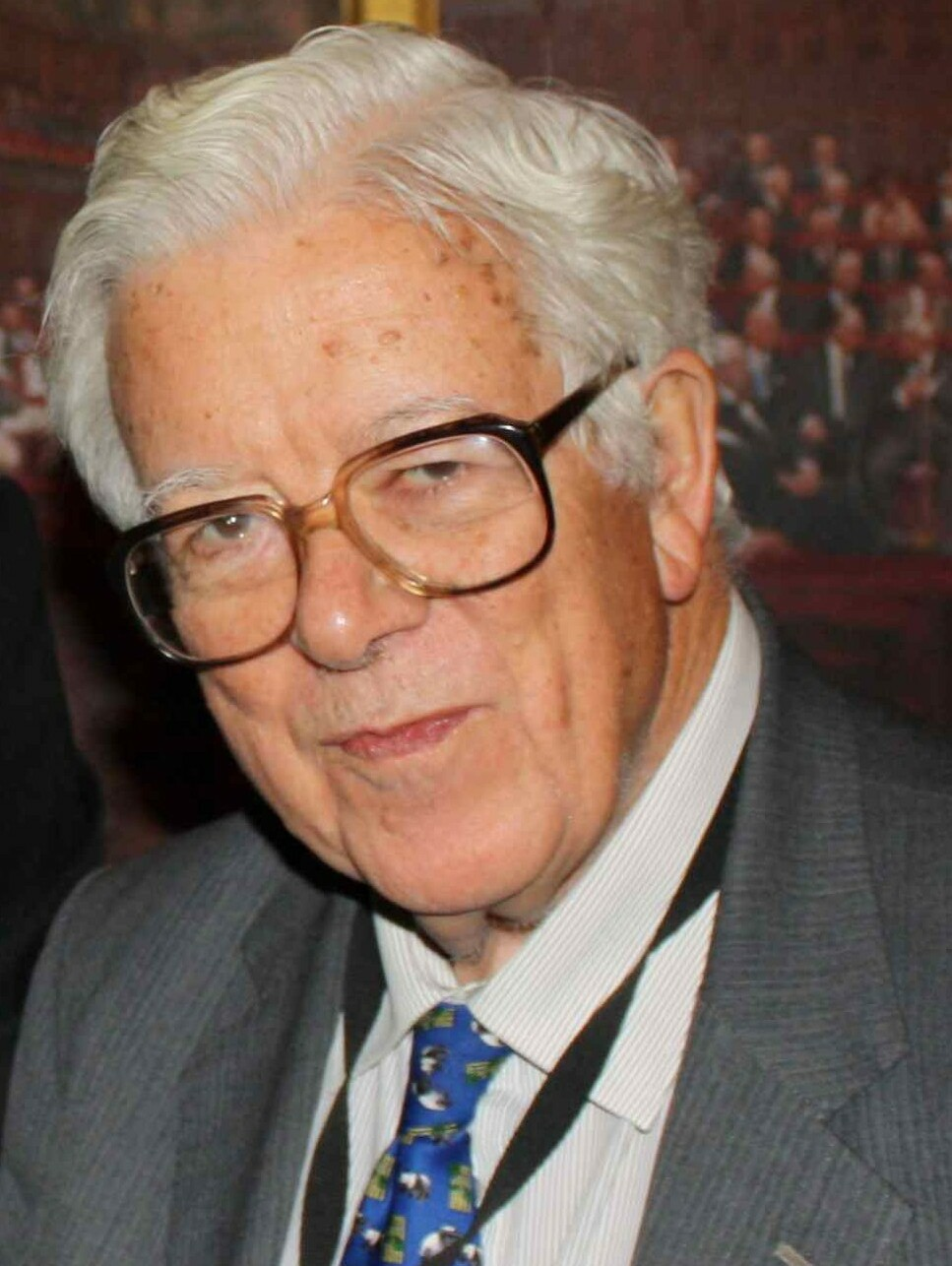
Geoffrey Howe († 2015)

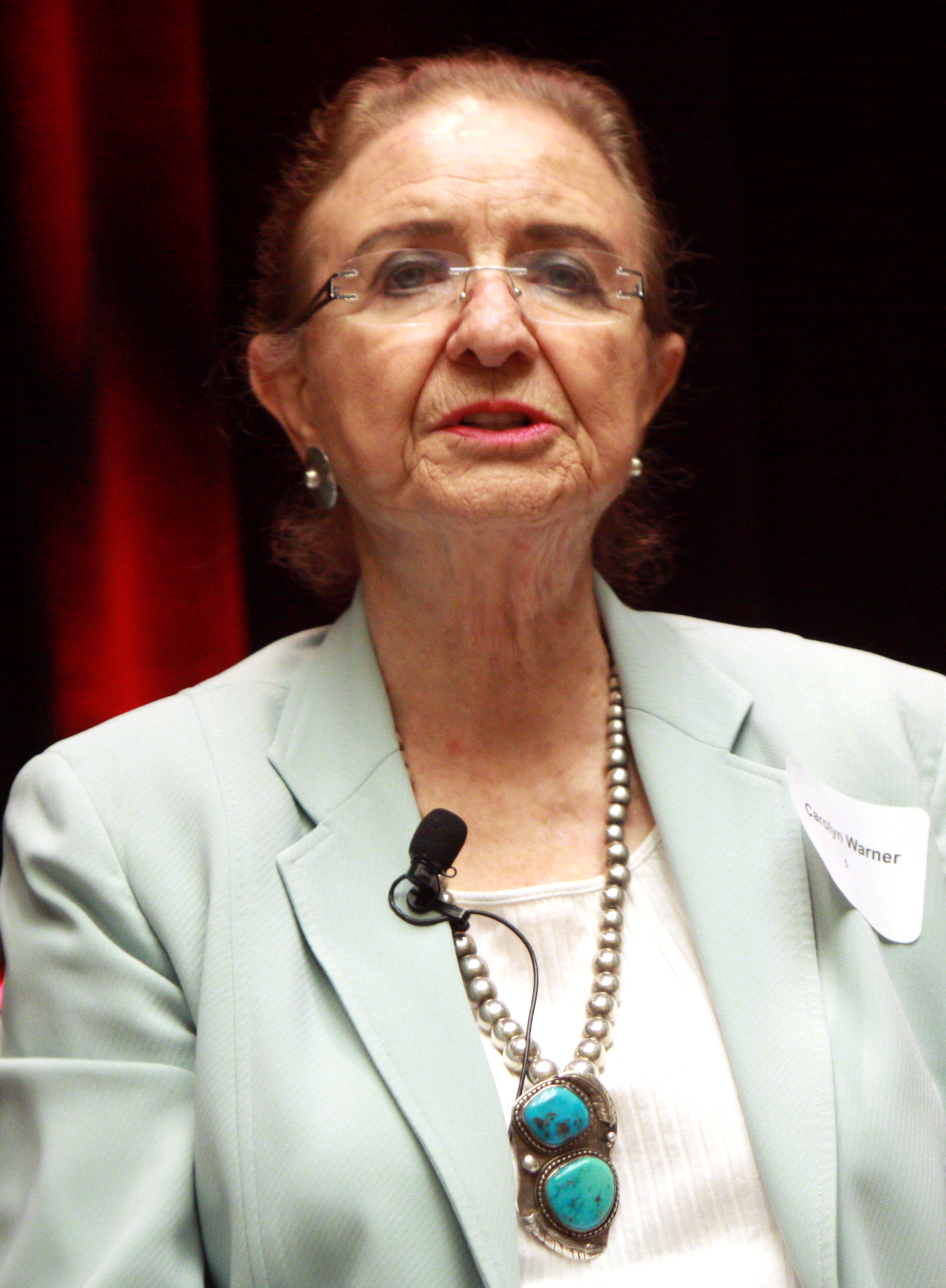
Carolyn Warner († 2018)

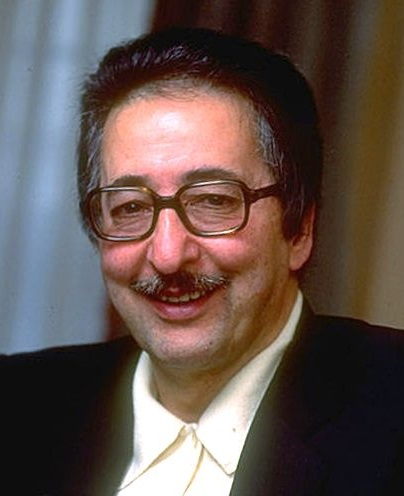
Abolhassan Banisadr († 2021)

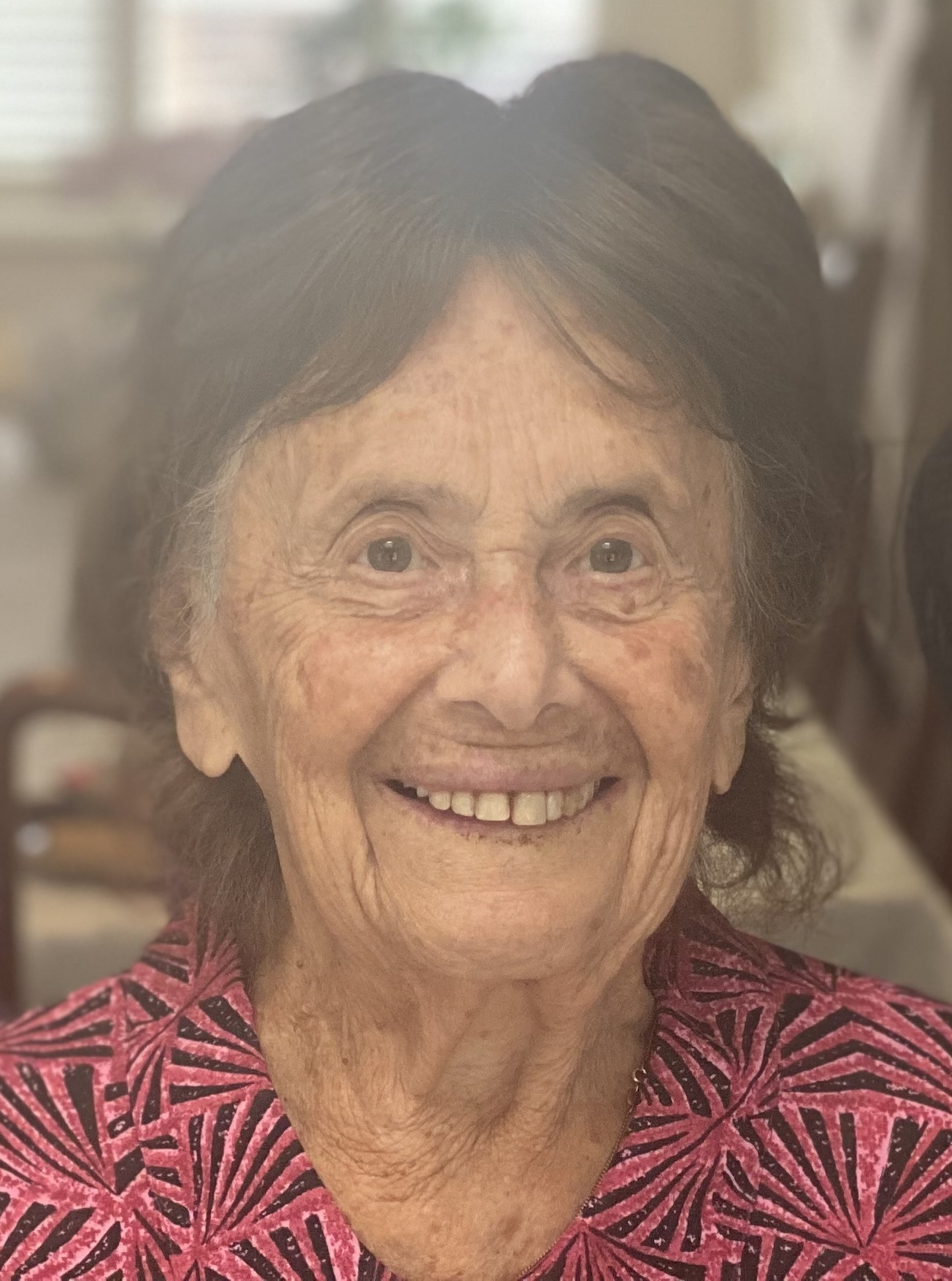
Lily Ebert († 2024)

- 2001: Herbert Ross, US-amerikanischer Regisseur
- 2002: Randy Atcher, US-amerikanischer Country-Sänger und -Musiker
- 2002: Charles Guggenheim, US-amerikanischer Filmregisseur, Filmproduzent und Drehbuchautor von Dokumentarfilmen
- 2003: Justinas Bašinskas, litauischer Komponist
- 2003: Carolyn Heilbrun, US-amerikanische Schriftstellerin und Frauenrechtlerin
- 2003: Günter Oppenheimer, deutscher Komponist, Pianist, Dirigent und Arrangeur
- 2003: Antanas Rekašius, litauischer Komponist
- 2004: Maxime A. Faget, US-amerikanischer NASA-Entwickler
- 2005: Wayne C. Booth, US-amerikanischer Literaturwissenschaftler
- 2005: Sergio Cervato, italienischer Fußballspieler
- 2005: Tom Cheek, US-amerikanischer Radiosprecher für Baseballspiele
- 2006: Vitalius Vladas Andriušaitis, litauischer Sportpädagoge, Schachtrainer und Schiedsrichter
- 2006: Jeff Getty, US-amerikanischer AIDS-Aktivist
- 2006: Paul Hunter, britischer Snookerspieler
- 2006: Klaus Renft, deutscher Musiker und Bandleader
- 2007: Fausto Correia, portugiesischer Politiker
- 2007: Kurt Schwaen, deutscher Komponist
- 2008: Milan Kymlička, tschechisch-kanadischer Komponist und Arrangeur
- 2009: Jacques Chessex, Schweizer Schriftsteller
- 2009: Richard W. Sonnenfeldt, US-amerikanischer Ingenieur und Autor, Chefdolmetscher bei den Nürnberger Prozessen
- 2009: Horst Szymaniak, deutscher Fußballspieler
- 2012: Luna Alcalay, kroatisch-österreichische Komponistin und Pianistin
- 2012: Walter H. Hitzig, Schweizer Kinderarzt und Transplantationsmediziner
- 2013: Wilfried Martens, belgischer Politiker
- 2013: Max Scheifele, deutscher Forstbeamter und -wissenschaftler
- 2014ː Carolyn Kizer, US-amerikanische Schriftstellerin und Pulitzer-Preisträgerin
- 2014: Udo Reiter, deutscher Hörfunkjournalist und Intendant
- 2015: Geoffrey Howe, britischer Politiker
- 2015: Andreas Mannkopff, deutscher Schauspieler
- 2016: Worth H. Bagley,US-amerikanischer Admiral
- 2016: Andrzej Wajda, polnischer Film- und Theaterregisseur
- 2017: Renate Kroos, deutsche Kunsthistorikerin
- 2017: Jean Rochefort, französischer Schauspieler
- 2018: Rolf Soja, deutscher Komponist und Produzent
- 2018: Carolyn Warner, US-amerikanische Unternehmerin und Politikerin
- 2019: Dorothea Buck, deutsche Autorin und Bildhauerin
- 2019: Andrés Gimeno, spanischer Tennisspieler
- 2020: Karlheinz Krauth, deutscher Bauingenieur
- 2020: Helmut Wolf, deutscher Geologe, Museumsleiter und Heimatforscher
- 2021: Abolhassan Banisadr, iranischer Präsident
- 2021: Tim Johnston, britischer Leichtathlet
- 2022ː Isolde Maria Joham, österreichische Malerin und Glaskünstlerin
- 2022: Bruno Latour, französischer Soziologe und Philosoph
- 2022: Eleni Torossi, griechisch-deutsche Schriftstellerin
- 2023: Gerhard Grimmer, deutscher Skilangläufer
- 2023: Fritz Nies, deutscher Romanist
- 2024: Dieter Burdenski, deutscher Fußballtorwart
- 2024ː Lily Ebert, ungarisch-britische Holocaustüberlebende
- 2024ː Elisa Montés, spanische Schauspielerin
- 2024: Leif Segerstam, finnischer Komponist und Dirigent

## Feier- und Gedenktage
- Kirchliche Gedenktage
  - Hl. Abraham, Stammvater des Volkes Israel (orthodox, katholisch, evangelisch: LCMS)
  - Hl. Dionysius von Paris, römischer Märtyrer und Missionar, Bischof und Schutzpatron (anglikanisch, katholisch)
  - Justus Jonas, deutscher Jurist und Reformator (evangelisch)
  - Hl. Arnual, Bischof (katholisch)
  - Hl. Jakobus, Sohn des Alphäus, Apostel und Märtyrer (orthodox)

- Namenstage
  - Dennis, Günther, Sara, Sibylle

- Staatliche Feier- und Gedenktage
  - Uganda: Unabhängigkeit von Großbritannien (1962)
  - Südkorea: Hangeul-Tag

- International:
  - Weltposttag der Vereinten Nationen (zum Gedenken an den Gründungstag des Weltpostvereins 1874)

Weitere Einträge enthält die Liste von Gedenk- und Aktionstagen.